# Mensur (Studentenverbindung)

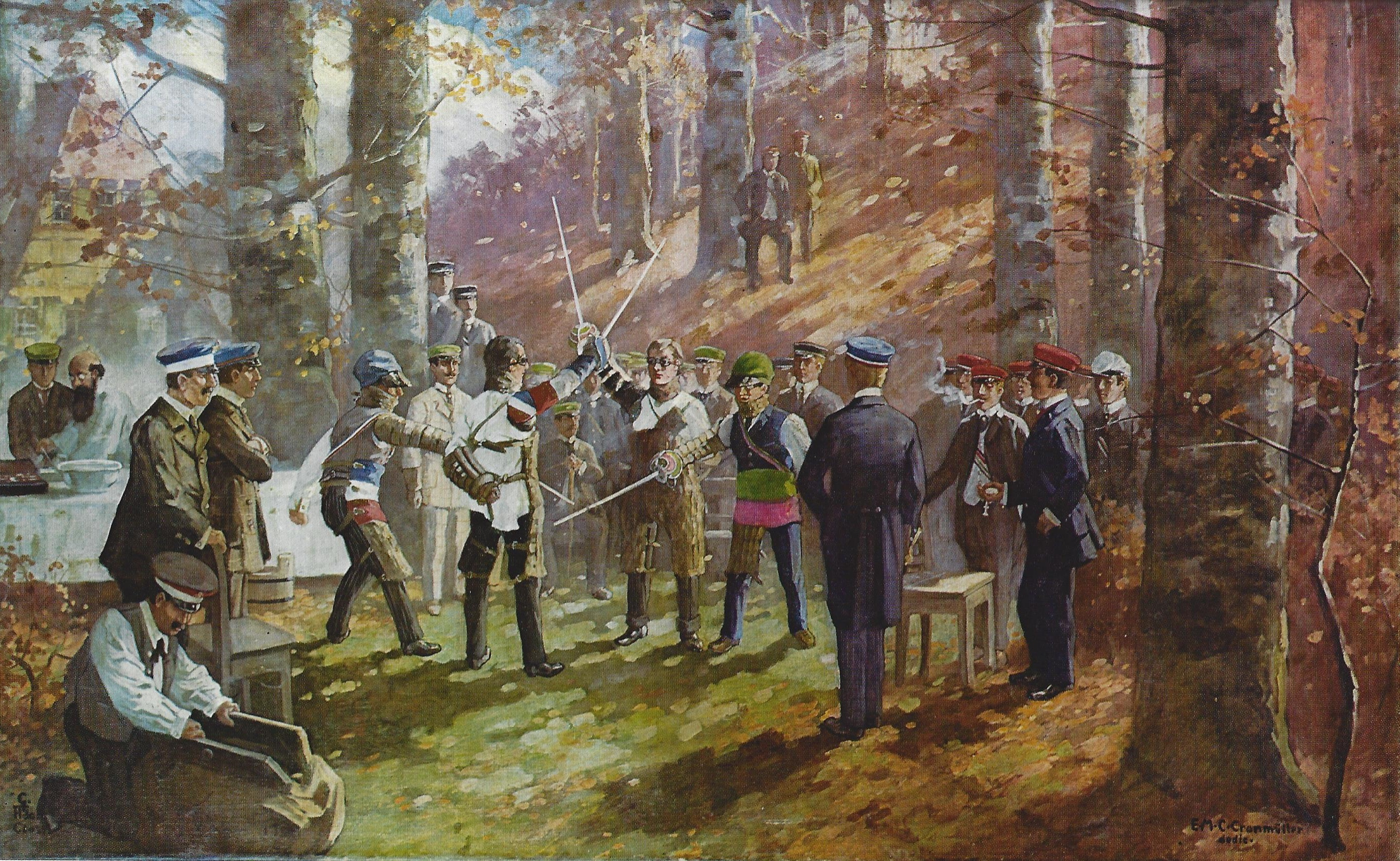
Mensur der vier Tübinger Corps (Gustav Adolf Closs, 1890)

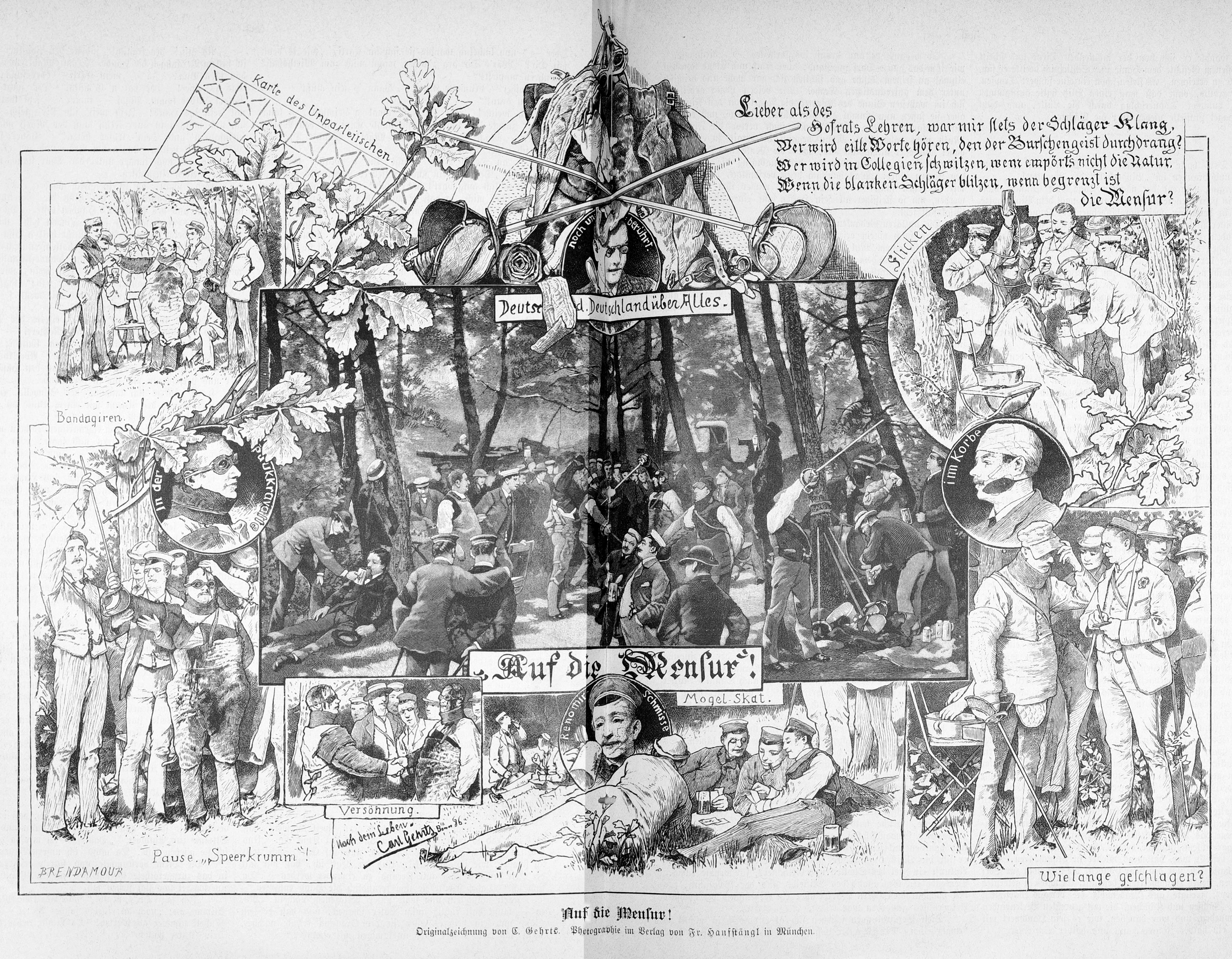
Auf die Mensur! – Illustration in der Zeitschrift Die Gartenlaube, 1887, nach einer Zeichnung von Carl Gehrts, 1886

Eine Mensur ist ein traditioneller, streng reglementierter Fechtkampf zwischen zwei männlichen Mitgliedern unterschiedlicher Studentenverbindungen mit geschärften Klingenwaffen. Der fechttechnische Fachbegriff „Mensur“ (von lateinisch mensura, „Maß“, „Abmessung“) bezeichnet seit dem 16. Jahrhundert einen festgelegten Abstand der Paukanten zueinander. Mensuren werden von vielen Verbindungen in Deutschland, Österreich, der Schweiz sowie einigen wenigen in Belgien, Polen und im Baltikum gefochten, je nach Hochschulort mit Korb- oder Glockenschlägern. Verbindungen, die die Mensur pflegen, werden allgemein mit dem Begriff schlagend bezeichnet. Die Paukanten sind heute bis auf Teile ihres Kopfes und Gesichts vor Verletzungen weitgehend geschützt. Gegebenenfalls dabei entstehende Wunden und deren Narben heißen Schmisse.

## Eigenart und Zweck

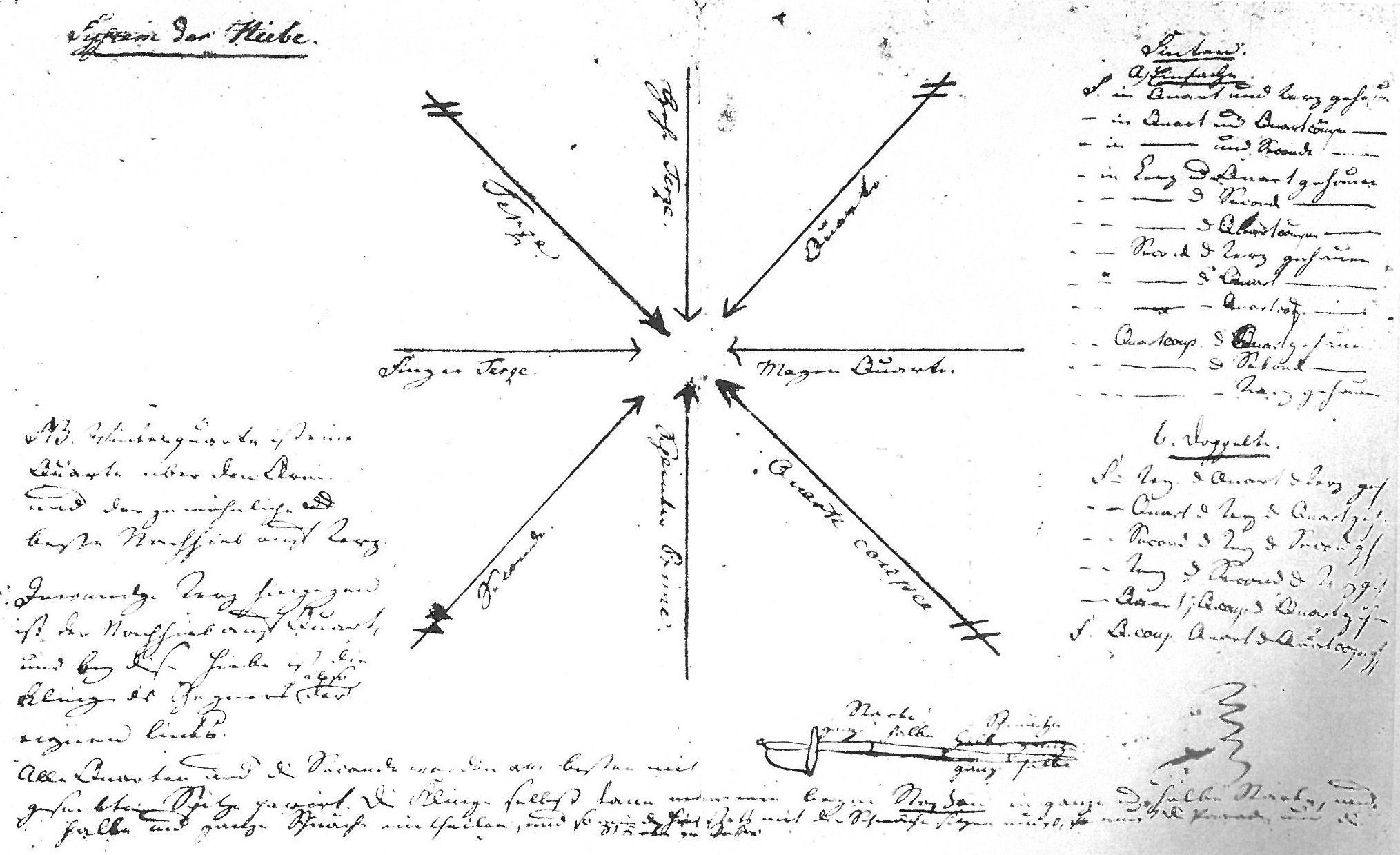
Theodor Körners „System der Hiebe“ (1808)

Das Mensurfechten ist weder Sport noch Duell, hat aber mit beiden Formen menschlichen Kräftemessens Gemeinsamkeiten. Wie beim Sport geht es nicht um das Austragen persönlicher Differenzen; ein gewisses Vertrauen zueinander ist für ein „Paukverhältnis“ sogar nötig. Allerdings kennt eine Mensur keine Gewinner oder Verlierer. Wichtiger als ein Sieg sind die „aufrechte Teilnahme“, das Durchhalten und die Beherrschung von Affekten (siehe auch: Contenance). Die Leistung jedes teilnehmenden Fechters – des „Paukanten“ – wird unabhängig von der Leistung seines Gegners bewertet: etwa nach Stand, Moral und Technik. Dies nimmt der Mensurconvent vor, das ist ein Gremium, bestehend aus den anwesenden Corps- bzw. Bundesbrüdern, also Mitgliedern der Studentenverbindung des jeweiligen Paukanten, die die Mensur vollständig gesehen haben.
Wie das Duell ist die Mensur ein Zweikampf von Männern, bei dem es darauf ankommt, nicht zurückzuweichen und diese Kampfsituation trotz möglicher Verwundung diszipliniert und ohne äußere Anzeichen von Furcht durchzustehen. Das Einüben von „Tapferkeit“ durch Überwinden der eigenen Furcht ist das eigentliche Ziel, sodass ein Zurückweichen als Niederlage empfunden und gewertet wird, nicht jedoch eine erlittene Verletzung.
Anders als beim Duell geht es dabei weder um Leben oder Tod noch darum, für „Verletzungen der Ehre“ Satisfaktion (Genugtuung) zu geben. Das ist rechtlich verboten und ausdrücklich nicht mehr Sinn der Mensuren. Diese dürfen heute nur noch unter Bedingungen gefochten werden, die ernsthafte oder gar tödliche Verletzungen der Teilnehmer ausschließen.
Schlagende, besonders pflichtschlagende Verbindungen betrachten die Mensur als wichtige Hilfe zur Persönlichkeitsbildung. Denn in der Vorbereitung darauf muss der Teilnehmer eine saubere Kampftechnik (das „Pauken“) einüben und dabei Disziplin und Sorgfalt entwickeln. Dabei muss er sich mit einer als bedrohlich empfundenen Situation auseinandersetzen, die eigenen Ängste davor überwinden und ihr gefasst entgegentreten.
Das Pauken soll auch den Zusammenhalt der jeweils eigenen Verbindung stärken, indem der Paukant für sie einsteht. Deshalb nimmt meist die gesamte Aktivitas der beteiligten Verbindungen sowie oft viele ihrer Alten Herren an einem Pauktag teil.
Im Gegensatz zum Sportfechten werden bei einer Mensur ausschließlich Hiebe ausgeführt, Stechen ist hingegen nicht erlaubt. Die Waffe heißt „Schläger“ und wird je nach Hochschulort in der Variante Korb- oder Glockenschläger verwendet. Die Trefferfläche für die Hiebe ist ausschließlich der Kopf, der Rest des Körpers ist durch Bandagen geschützt. Der einzige bewegte Körperteil ist der Schlagarm, der zugleich auch zur Deckung eingesetzt wird.

Fechttechnik nach Adolf Meyer (1906)
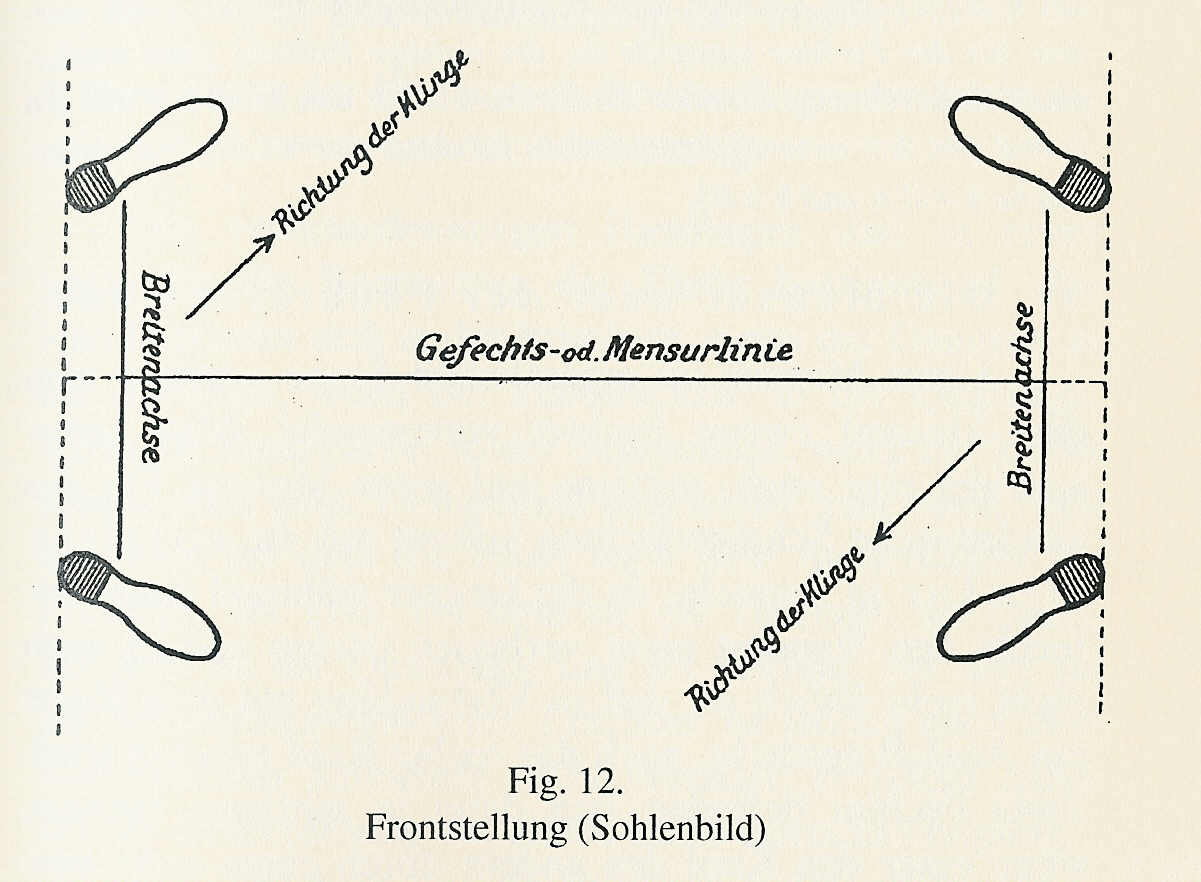
Frontstellung mit fester Mensur
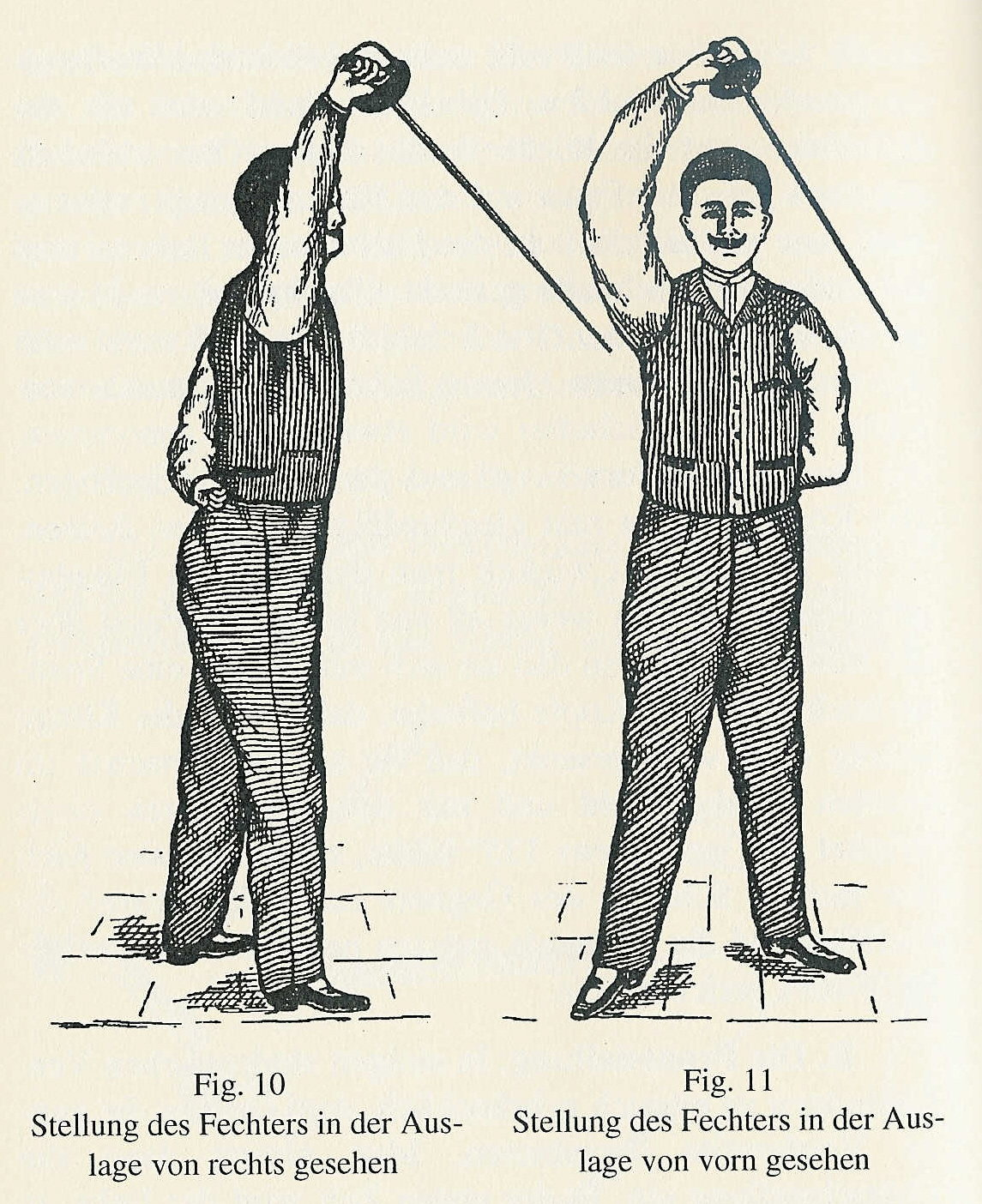
Verhängte Auslage
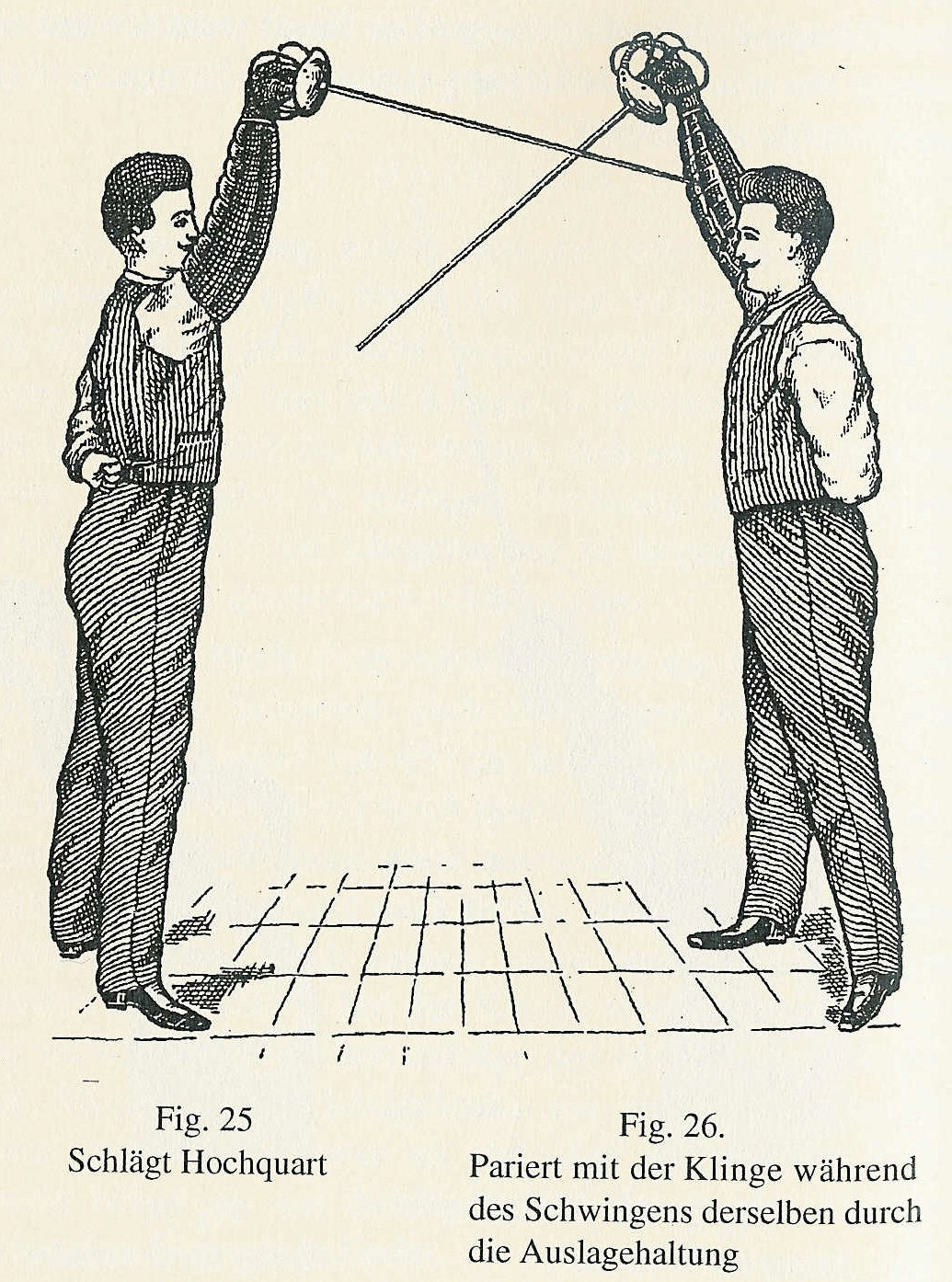
Hochquart und Parade
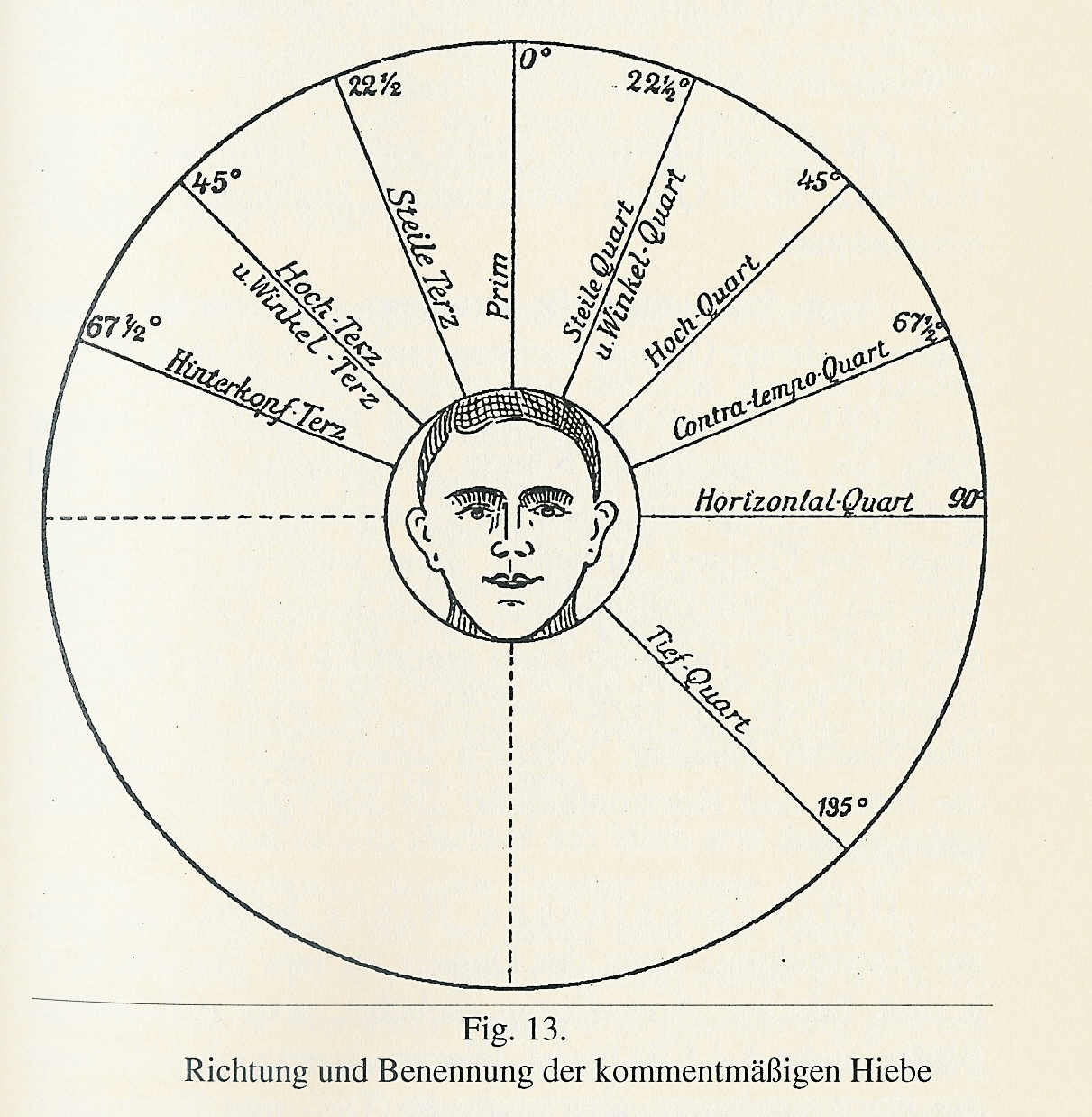
Kommentmäßige Hiebe

## Beteiligte und Ablauf

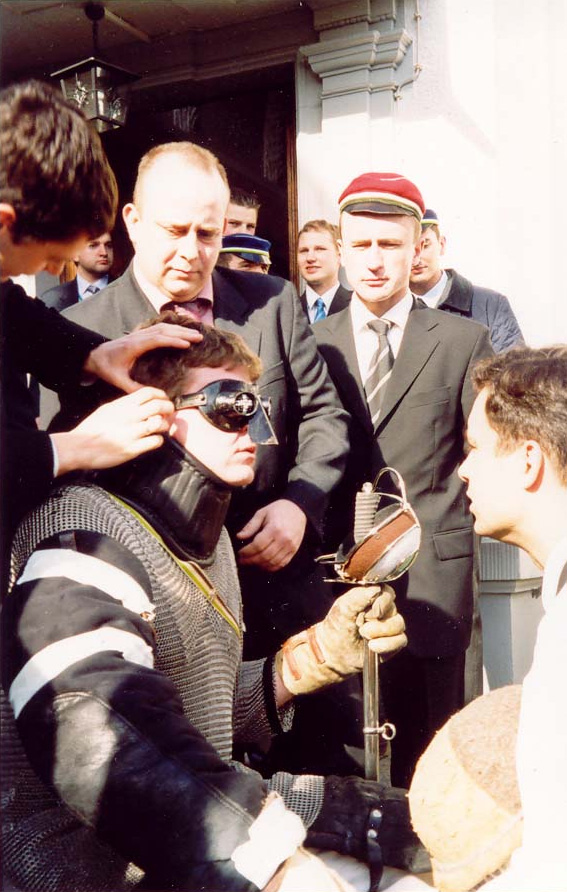
Vorbereitung eines Paukanten

Jeder Waffenring hat seinen eigenen, traditionell gewachsenen Fecht-Comment, der die Regularien der Partien festlegt, von der Beschaffenheit der Fechtwaffe über die Schutzausrüstung (auch Schutzwaffen genannt) bis zu Anzahl und Dauer der Gänge, erlaubten und verbotenen Hieben und Hiebkombinationen, Kommandos usw. Diese Comments unterscheiden sich zum Teil erheblich voneinander. Fast allen Comments gemeinsam ist jedoch die Regelung, dass im Normalfall bei Eröffnung und Beendigung einer Mensur ein Ehrengang geschlagen wird. Ansonsten kann das Fechten an einem anderen Studienort oder ein Studienortwechsel nicht selten eine fechterische Umstellung erfordern.

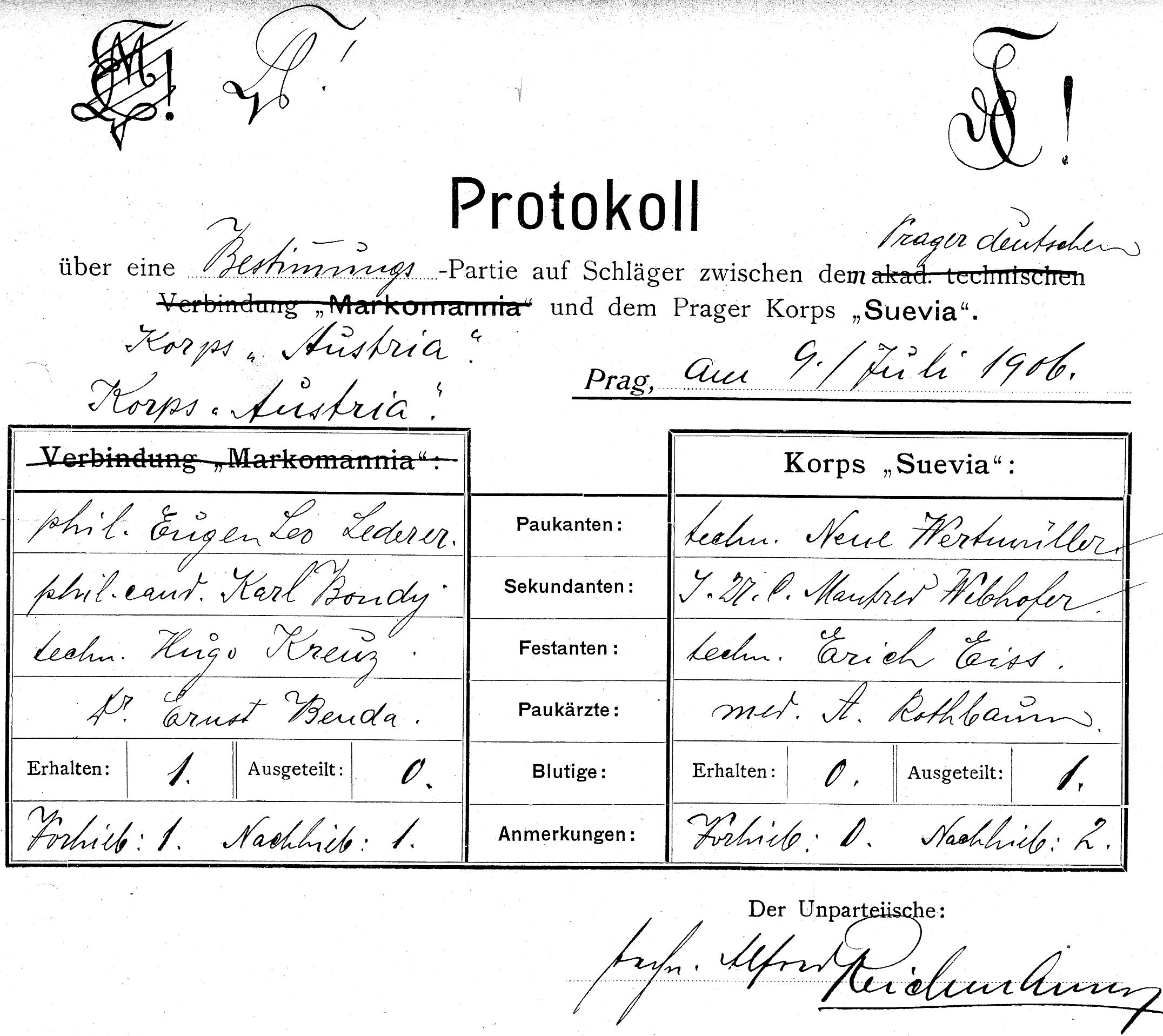
Mensurprotokoll vom 9. Juli 1906

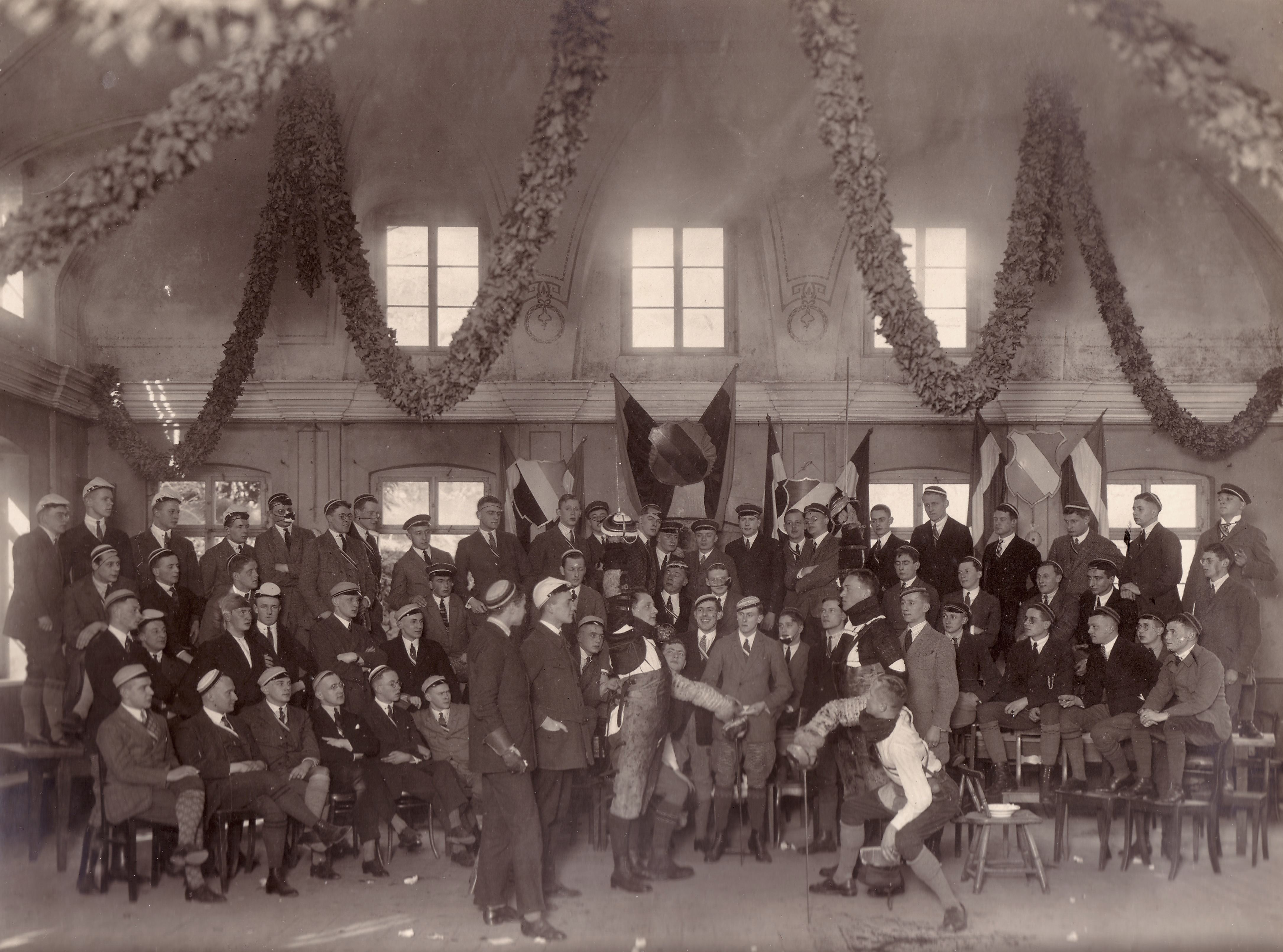
Mensur in Heidelberg (1925). Im Hintergrund die Spektanten.

Bei einer Mensur sind beteiligt:
- ein Unparteiischer
- zwei Paukanten
- zwei Sekundanten
- zwei Testanten
- zwei Protokollführer
- zwei Schlepper
- zwei Paukärzte
- einige Spektanten

Den Unparteiischen wählen die beiden Sekundanten jeweils vor einer Mensur aus. Er darf keiner der beiden paukantenstellenden Studentenverbindungen angehören, soll aber ein Waffenstudent sein, der einige Mensuren nach dem entsprechenden Paukcomment geschlagen und idealerweise auch sekundiert haben soll. Er muss gewährleisten, dass sich Anwesende und Beteiligte während der Mensur regelgerecht verhalten, und hat dafür das Hausrecht im Pauklokal inne. Im Gegensatz zu einem Schiedsrichter im Sport darf er an den meisten Hochschulorten die Partie nicht unterbrechen und von sich aus keine Sanktionen verhängen. Nur wenn ein Sekundant die Rechtmäßigkeit einer Handlung anzweifelt, wird er um eine Entscheidung gebeten. Er muss diese nach bestem Wissen und Gewissen treffen. Üblicherweise sind seine Entscheide sakrosankt, d. h. nicht nachträglich anfechtbar. So kann ein Unparteiischer beispielsweise nicht wegen einer möglicherweise falsch getroffenen Entscheidung kontrahiert werden.
Die Paukanten sind die beiden Fechter, welche die Mensur schlagen. Sie gehören prinzipiell zu verschiedenen Verbindungen; eine Mensur zwischen Angehörigen derselben Verbindung gibt es nicht. Sie folgen den Kommandos ihres Sekundanten und reden während der Mensur nur mit diesem, und zwar nur im Flüsterton. Alles Weitere übernimmt der Sekundant. Einige Paukcomments erlauben ihnen Haltrufe, z. B. bei Problemen mit den Schutzwaffen.
Ein Sekundant ist für den Schutz und die „rechtliche Vertretung“ seines Paukanten während der Partie verantwortlich. Er ist sein Ansprechpartner bei eventuellen Schwierigkeiten mit Waffe, Schutzwaffen oder Ausrüstung. Er überprüft vor Beginn der Partie die Schutzmaßnahmen beider Paukanten, damit sein Schützling nicht benachteiligt ist. Er gibt die Kommandos zu Beginn und Ende eines jeden Ganges und führt seinen Paukanten durch die Mensur. Zweifelt er eine Handlung an oder will eine Sanktion, dann befragt er den Unparteiischen zu dessen Sachentscheidung. Er ist selbst rundum vor eventuellen Berührungen mit den scharfen Klingen geschützt. Zusätzlich ist er mit einem stumpfen Sekundantenschläger ausgerüstet, um seinen Paukanten vor „Los“ und nach „Halt“ vor unerlaubten Hieben decken zu können. Bei „Halt“ springt er regelgerecht „ein“, um wirksamen Schutz zu gewähren.
Ein Testant darf die Mensur mancherorts durch Anfragen ebenso unterbrechen wie ein Sekundant. Auch er darf regelwidrige („nicht commentgemäße“) Hiebe in Frage stellen. Zudem muss er die Klinge seines Paukanten vor jedem Gang desinfizieren und auf den regelgerechten Zustand überprüfen.
Die beiden Protokollführer (auch Protokollant oder Schreibfuchs) werden durch die beiden beteiligten Studentenverbindungen gestellt. Sie stehen unmittelbar neben dem Unparteiischen und halten auf der Mensurkarte die Namen aller Beteiligten und alle wichtigen Daten über den Ablauf der Partie fest. Mit diesen Unterlagen vervollständigen sie das Paukbuch, das jede schlagende Verbindung führt und aufbewahrt. Aus frühen Paukbüchern des 19. Jahrhunderts lassen sich daher Mensuren berühmter Männer rekonstruieren.
Ein Schleppfuchs (auch Schleppfux oder Schlepper) hat die Aufgabe, den Fechtarm des Paukanten in den Pausen zu stützen und unkontrollierte Klingenbewegungen zu verhindern, durch die andere Personen im Pauklokal verletzt werden könnten. Die Bezeichnung „Schleppfuchs“ stammt aus der Zeit um 1820, als die Mensur noch streng verboten war und die Pedelle (Universitätsbedienstete) den Studenten hinterherschnüffelten, um sie beim Fechten zu ertappen. Deshalb fanden die Partien meist außerhalb der Stadt an geheimen Orten, in Lokalen oder einfach im Wald statt. Einer der Füchse wurde damit beauftragt, die Mensurausrüstung zum Paukplatz zu „schleppen“. Das war nicht nur körperlich anstrengend, sondern auch gefährlich, denn Mitwisser und Mittäter wurden ebenfalls bestraft.
Mindestens ein approbierter Arzt muss als Paukarzt – in Österreich auch Bader genannt – bei jeder Mensur anwesend sein. Er muss beurteilen, ob eine Verletzung den sofortigen Abbruch der Mensur erfordert. Dann oder nach dem Ende der Partie versorgt er eventuelle Verletzungen, meist durch Nähen der Schnittwunden. Manche Komments verlangen je einen Paukarzt für jede Seite. Viele Verbindungen bemühen sich, eigene Mitglieder als Paukärzte dabei zu haben.
Ein Spektant (lat. spectans „schauend“) ist in der Sprache der Studentenverbindungen ein Zuschauer bei einer Mensur, der keine Funktion ausübt, die zur Durchführung der Mensur notwendig ist, wie zum Beispiel Sekundant, Testant, Unparteiischer, Schlepper etc. Besonders in der ersten Hälfte des 19. Jahrhunderts, als das studentische Fechten noch als Duell ausgetragen wurde und mit hohen Strafen belegt war, war die Teilnahme als Spektant, der als Mitwisser bei einem eventuellen Verfahren als Zeuge hinzugezogen oder selbst bestraft werden konnte, heikel.

## Verletzungsrisiko

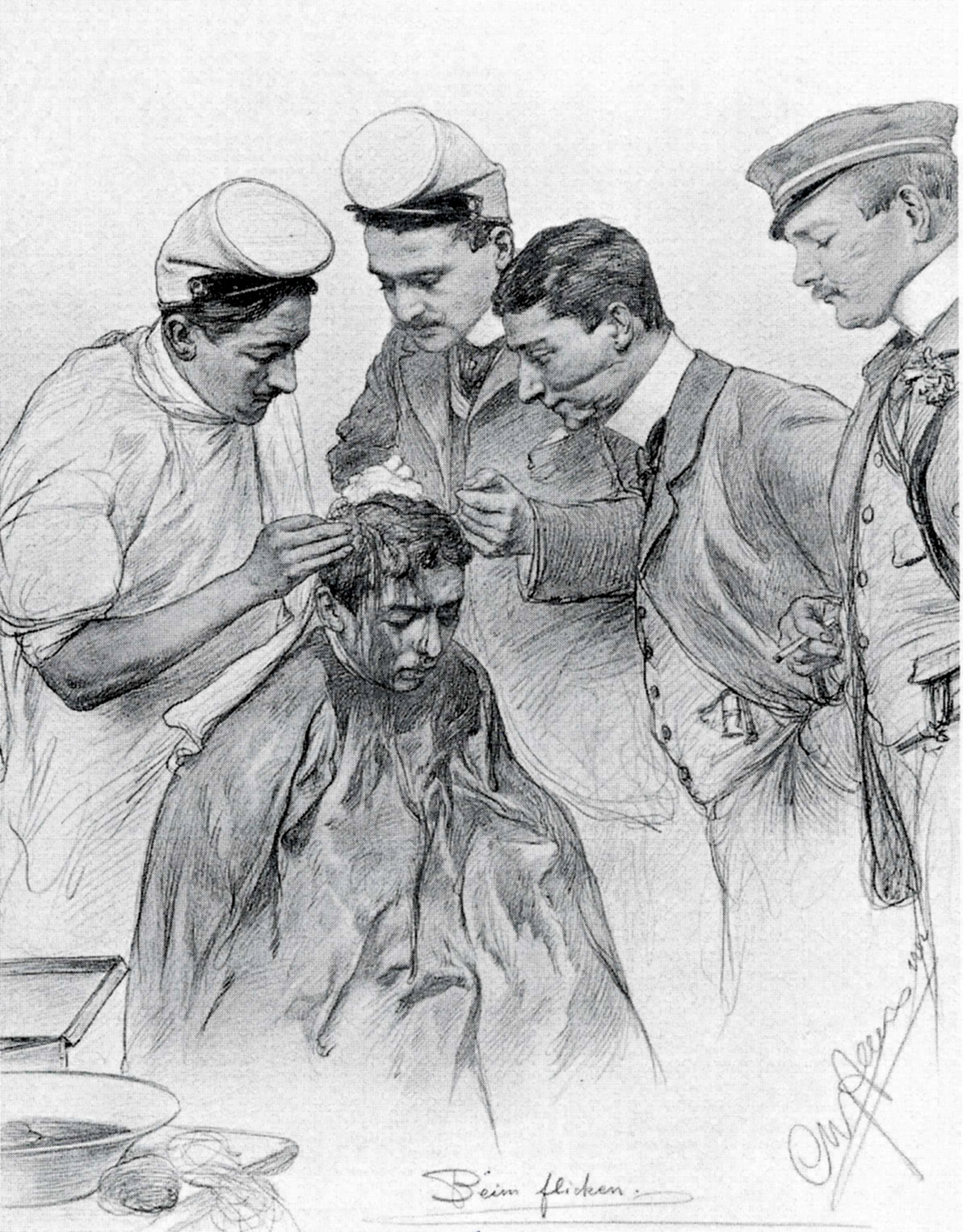
Versorgung einer frischen Mensurwunde durch den Paukarzt, 1902
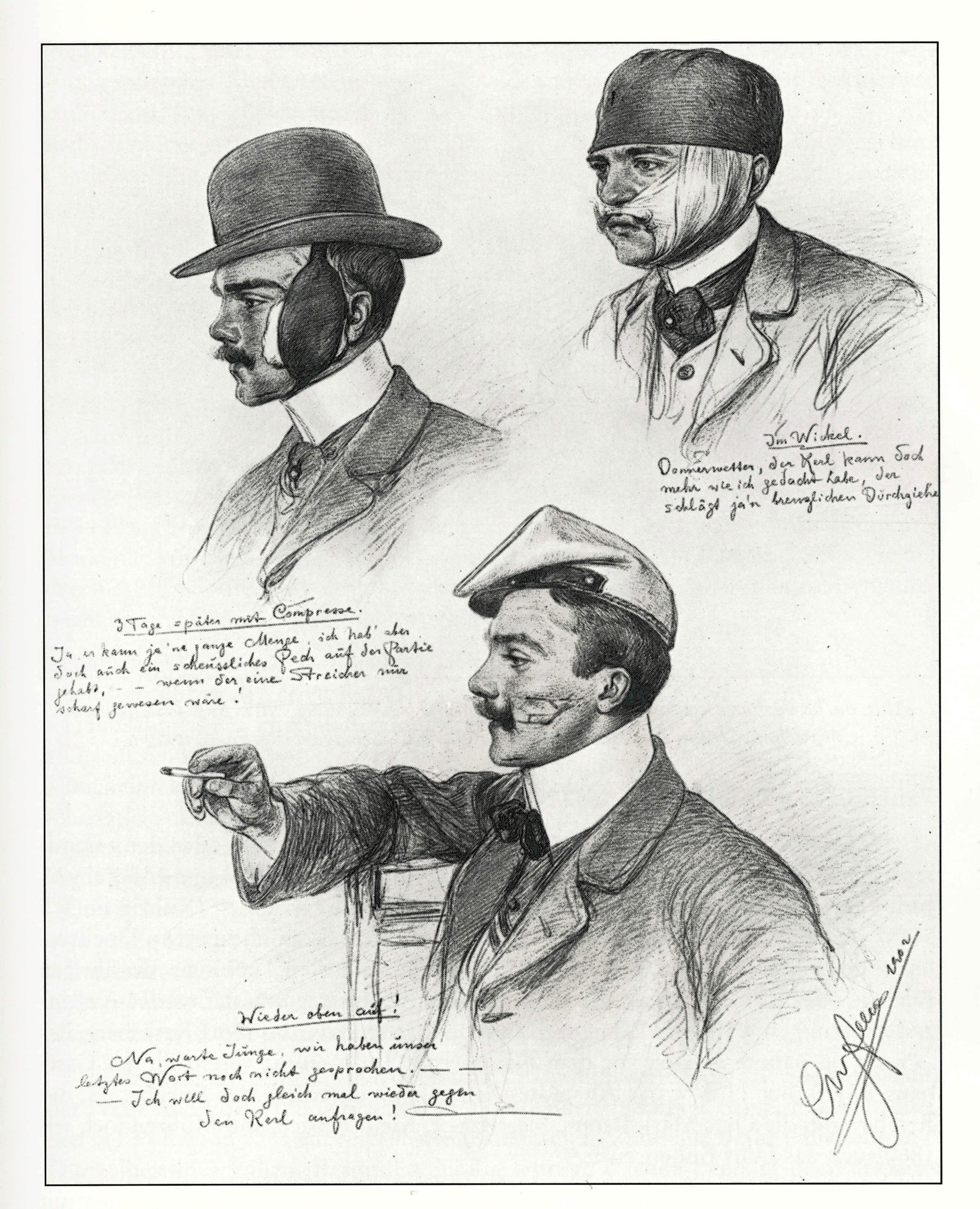
Verbandstechniken, 1902
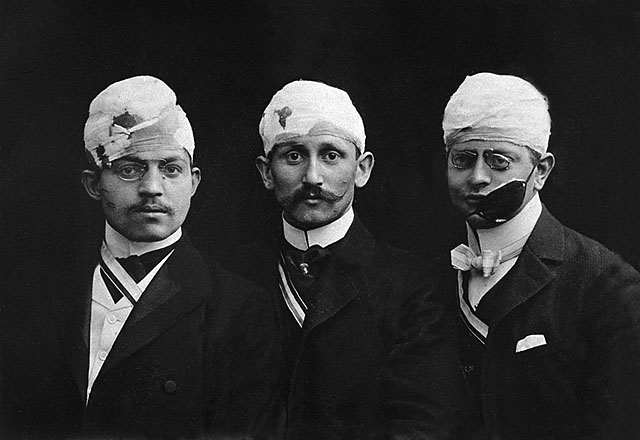
Jüdische Paukanten in Heidelberg (1906)
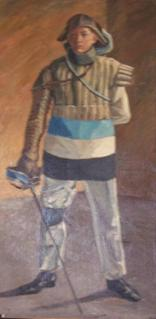
Sekundant des Corps Irminsul

Bis etwa 1850 waren Mensuren wegen der dabei verwendeten Fechtwaffen, fehlenden Schutzvorrichtungen und Ausübung als Duell oft von schweren und tödlichen Verletzungen begleitet.
Beim seit etwa 1760 entstandenen Hiebfechten wurden gezielte Schutzmaßnahmen für Kopf, Hals, Arm und Bauchbereich getroffen. Daher gab es dabei nur noch leichtere Verletzungen, vor allem auch deshalb, weil die Partie schon bei kleineren Wunden abgebrochen wurde. Wegen Wundinfektionen mussten auch geringfügig verletzte Fechter bis 1900 jedoch regelmäßig zwei bis drei Tage Bettruhe einkalkulieren.
Seit Erfindung der Paukbrille zum Schutz der Augenhöhlen 1857 wurden Todesfälle bei Mensuren wie auch beim Säbelfechten immer seltener. Nach einer Statistik des Berliner Chirurgen Zeller über tödliche Sportunfälle starb zwischen dem 1. Juli 1928 und 15. April 1930 von etwa 1500 Personen nur eine durch ein Säbelduell.
Die letzte bekannte Mensur mit tödlichem Ausgang geschah am 28. Januar 1933, als sich bei einer Bestimmungsmensur zwischen der Burschenschaft Holzminda und der Burschenschaft Alemannia in Göttingen ein Unfall ereignete, bei dem sich der Schläger des Holzminden unter dem Nasenblech des Alemannen verfing und ins Gehirn eindrang.
Seit 1945 wurden die Schutzmaßnahmen besonders für Augen und Hals weiter verstärkt. In der Bundesrepublik und Teilen Österreichs, nicht aber in der Schweiz, schützt eine Metallschiene an der Paukbrille, das Nasenblech, den Nasenrücken. Am Hals schützt eine Bandage alle wichtigen Blutgefäße, eine verlängerte Halskrause schützt auch den Fazialisnerv, der für die motorische Gesichtsinnervation zuständig ist, um eine verletzungsbedingte Fazialislähmung zu verhindern. Der gesamte Oberkörper ist durch eine schnittfeste Weste, das Plastron, in Kombination mit einem Kettenhemd abgedeckt.
Möglich sind nach wie vor Hieb- bzw. Schnittwunden auf dem Kopf oder im Gesicht, Beulen und Blutergüsse durch technisch unsaubere Treffer mit der flachen Klinge. Die Fecht-Comments vieler Studienorte begünstigen einen unblutigen Verlauf, manche dagegen nicht. Dies ist vor allem abhängig vom Abstand der Paukanten (der Mensur), den erlaubten Hiebkombinationen und der Anzahl und Dauer der Gänge.
Mensuren dürfen nur in Anwesenheit eines oder zweier Ärzte mit entsprechender medizinischer Ausrüstung gefochten werden. Diese werden bei jedem Treffer konsultiert und können eine Mensur jederzeit aus medizinischen Gründen abbrechen. Solche Abbrüche haben für den Betroffenen keine negativen Folgen. An einigen Hochschulorten, beziehungsweise von manchen Verbänden oder Einzelverbindungen vorgeschrieben, gelten zu früh beendete Mensuren jedoch als ungültig und müssen jeweils von beiden Paukanten wiederholt werden („Sieben-Gänge-Regel“).
Durch die ständige Desinfektion der Klingen kommen keine Wundinfektionen mehr vor. Aus vernarbten Schnittwunden entstehen auch heute noch Schmisse.
Trotz aller Vorsichtsmaßnahmen besteht jedoch auch heute noch ein Restrisiko einer schweren Verletzung.

## Pauken

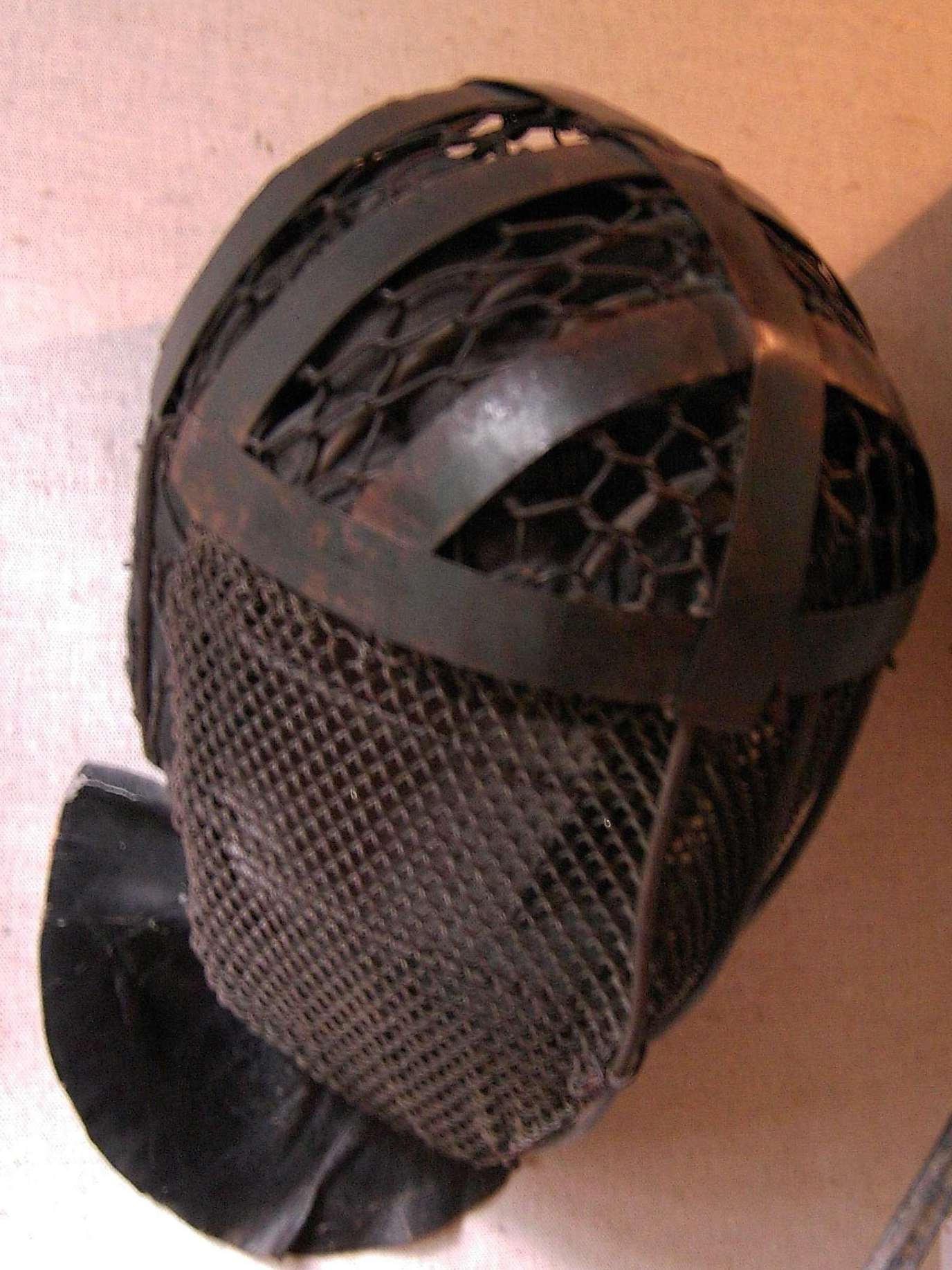
Historischer Paukhelm im Göttinger Stadtmuseum

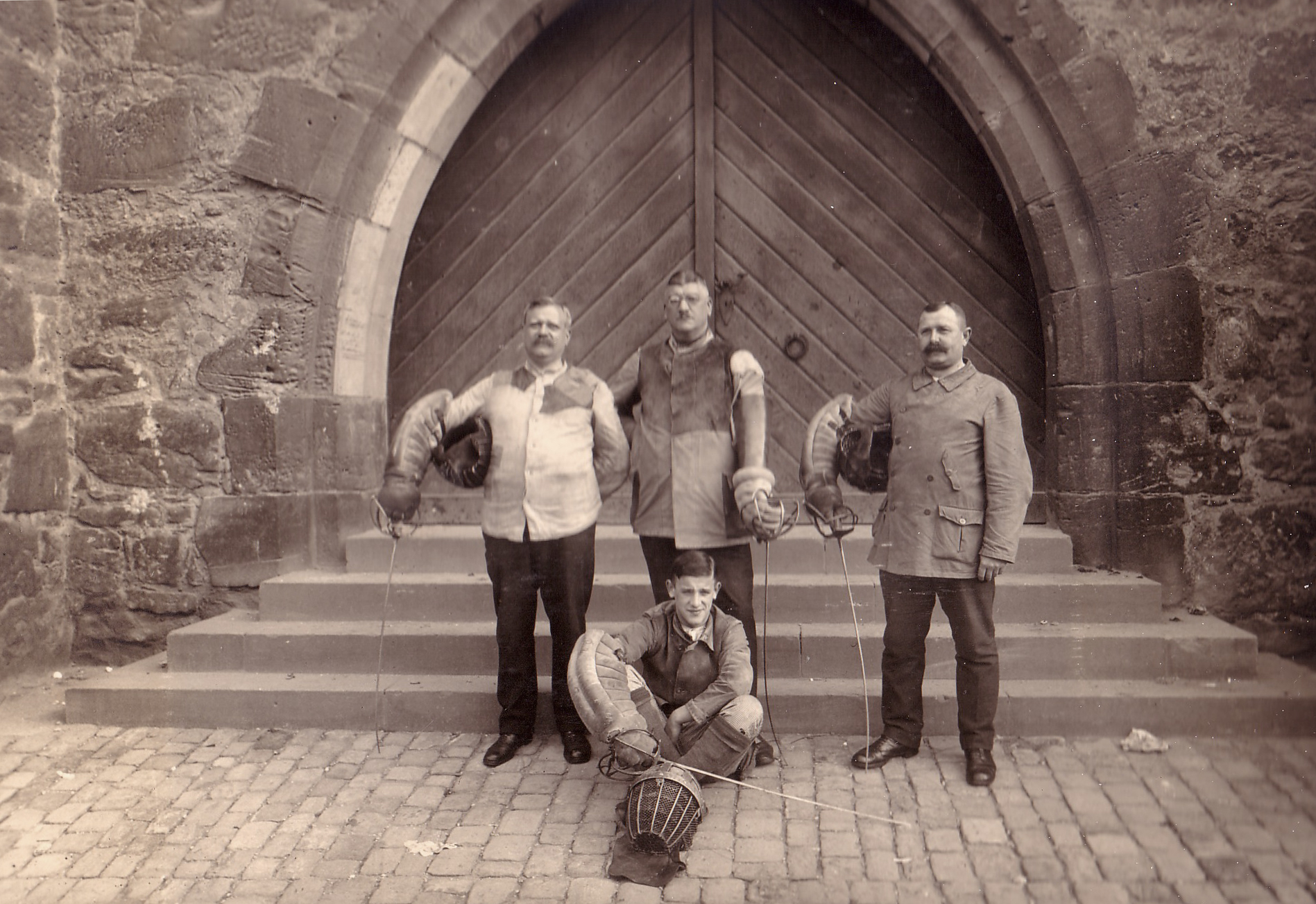
Fechtmeister der Universität Heidelberg, um 1910

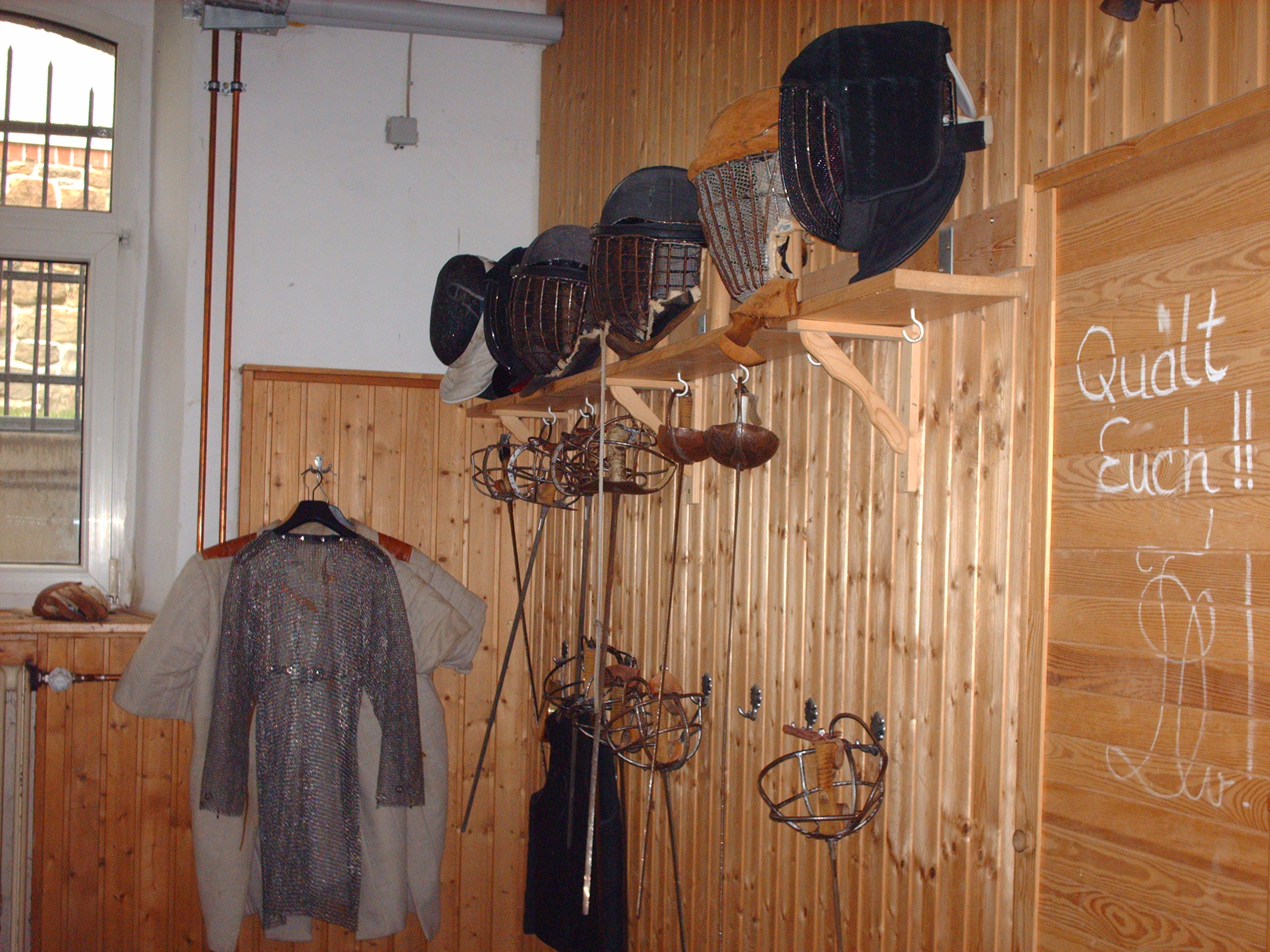
Paukraum mit Kettenkleid in einem Gießener Verbindungshaus

Das Erlernen des studentischen Schlägerfechtens – das Pauken – stellt für das junge Mitglied einer schlagenden Verbindung eine große Herausforderung dar, die einen wesentlichen Teil seiner Aktivität in der Gemeinschaft beansprucht. Diese Herausforderung an Disziplin und Engagement, das der junge Student aufbringen muss, gilt als wesentlicher Teil der Persönlichkeitsbildung, die die Mensur bewirken soll.
Bei pflichtschlagenden Verbindungen ist mindestens eine Paukstunde (also Übungsstunde) pro Werktag im Semester die Regel. Dabei ist die Teilnahme für aktive Mitglieder der Verbindung Pflicht. Geleitet wird die Paukstunde vom Fechtchargierten der jeweiligen Verbindung (bei Corps vom Consenior). Wenn möglich wird einmal oder mehrmals pro Woche ein externer Fechtmeister als Ausbilder hinzugezogen, manche Verbindungen verzichten jedoch auf den Einsatz von Fechtmeistern und verlassen sich auf die Unterstützung durch die älteren Semester (die Inaktiven).
Während die Universitäten bis zum Zweiten Weltkrieg eigene Fechtmeister besoldeten und eigene Fechtböden (Übungsräume) unterhielten, wird heute der Fechtunterricht auf den Korporationshäusern der Verbindungen in dafür vorgesehenen Räumlichkeiten abgehalten. In diesen Räumen werden bei Bedarf auch die scharfen Mensuren durchgeführt (Pauktag).
Zur Ausbildung im Mensurfechten ist umfangreiche Ausrüstung nötig, denn sowohl Waffen, als auch Schutzwaffen unterscheiden sich beim Üben von der Ausrüstung, die beim Fechten mit scharfen Waffen verwendet wird. Die Paukschläger sind im Vergleich zu den Mensurschlägern robuster, haben stumpfe Klingen und keine in den Korb eingelegten Farben. Die Schutzwaffen für das Üben sind weniger kompliziert, denn sie müssen nur vor der Schlagwirkung der stumpfen Klinge schützen, nicht vor der Schärfe. Beim Üben wird ein Helm verwendet, der sogenannte Paukhelm. Dadurch entfällt die Paukbrille, die bei scharfen Mensuren zum Einsatz kommt.
Zu Beginn der Ausbildung erhält der junge Student Unterricht in der Hiebschule, eine Phase der Ausbildung, in der er theoretisch und praktisch mit den grundlegenden Bewegungsabläufen der wichtigsten Hiebe des Mensurfechtens vertraut gemacht wird. Dazu wird ein sogenanntes Phantom verwendet, meist ein mit Leder umwickelter Holzklotz von der Größe eines menschlichen Kopfes, der die Trefferflächen auf dem Kopf des späteren Gegenpaukanten darstellen soll und dazu auf einem feststehenden Pfahl in Kopfhöhe des Fechtschülers befestigt ist. So kann leicht überprüft werden, ob alle Hiebe an den vorgesehenen Stellen treffen.
Zur weiteren Ausbildung geht es ans Contrapauken. Dazu stellen sich zwei Fechter mit Paukweste, Paukhelm, Armstulp und stumpfen Waffen gegenüber und simulieren die Vorgänge einer scharfen Mensur. So wird nicht nur das Fechten unter möglichst realistischen Bedingungen geübt, sondern auch das Regelwerk, der Comment, vermittelt.
Wenn ein Fechter die technischen und persönlichen Voraussetzungen für eine scharfe Mensur erfüllt, sucht der Fechtchargierte für ihn in Zusammenarbeit mit den Fechtchargierten der anderen Verbindungen desselben Waffenringes einen passenden Gegenpaukanten für einen der folgenden Pauktage.

## Stellenwert in Verbindungsarten
Pflichtschlagende Verbindungen fordern von ihren Mitgliedern das Schlagen (Fechten) von Mensuren. Meist legen ihre Satzungen eine Mindestanzahl von Pflichtmensuren fest. Es existieren heute über 400 pflichtschlagende Studentenverbindungen, die in folgenden Verbänden, Kartellen und Waffenringen organisiert sind:
- Kösener Senioren-Convents-Verband (KSCV)
- Weinheimer Senioren-Convent (WSC)
- Coburger Convent (CC)
- Deutsche Burschenschaft (DB)
- Schwarzer Verband (SV)
- Süddeutsches Kartell (SK)
- Deutsche Burschenschaft in Österreich (DBÖ)
- Conservativer Delegierten Convent der fachstudentischen Burschenschaften in Österreich (CDC)
- Österreichischer Pennäler Ring (ÖPR)
- Schweizerischer Waffenring (SWR)

Fakultativ schlagende Verbindungen verpflichten ihre Mitglieder zum Erlernen des Mensurfechtens (Pauken), stellen ihnen das Fechten von Mensuren aber frei. Die Allgemeine Deutsche Burschenschaft, die Neue Deutsche Burschenschaft, der Wernigeroder Jagdkorporationen Senioren-Convent und die Deutsche Sängerschaft sind fakultativ schlagend, d. h., ihre Mitgliedsverbindungen können das Mensurfechten freistellen.
Freischlagende Verbindungen erlauben ihren Mitgliedern das Fechten von Mensuren und pauken auf Wunsch auch ein, dies ist jedoch nicht verpflichtend. Auch einige Schülerverbindungen fechten Mensuren, meist aber nicht mit scharfen Waffen (pennales Fechten).
Nichtschlagende Verbindungen lehnen Mensuren aus religiöser Überzeugung oder Tradition grundsätzlich ab und bieten ihren Mitgliedern keine Möglichkeit, sie zu lernen und zu absolvieren. Bis zum Zweiten Weltkrieg war es aber bei vielen nichtschlagenden Bünden üblich, sich bis zur Mensurreife einzupauken, ohne eine Mensur durchzuführen. Dies sollte zeigen, dass man Mensuren fechten könnte, wenn man wollte.

## Rechtslage

### Deutschland und Österreich
Im Göttinger Mensurenprozess (1951–1953) bestätigte der in Berlin residierende 5. Strafsenat des Bundesgerichtshofes, dass durch die Mensur gefährliche Körperverletzungen im Sinne des Strafgesetzbuches (StGB) entstehen können; diese seien jedoch keine Straftaten, weil sie mit Einwilligung des Verletzten zustande kämen. Sie müssten daher straflos bleiben, solange sie nicht im Rahmen von Ehrenhändeln vor sich gehen und bei ihrer Durchführung alle erforderlichen Sicherheitsvorkehrungen für die Beteiligten getroffen würden, sodass tödliche Verletzungen ausgeschlossen seien.
Dieses Urteil hat zu den oben geschilderten generellen Sicherheitsvorkehrungen geführt. Die Mensur ist damit rechtlich z. B. dem Boxen gleichgestellt. Mit einem Urteil des Bundesverwaltungsgerichts von 1975 wurde außerdem klargestellt, dass es sich beim Mensurenfechten im Regelfall auch nicht um ein Dienstvergehen oder eine Wehrstraftat handelt.
2014 beschäftigte sich der Wissenschaftliche Dienst des Deutschen Bundestages mit den Mensuren bei schlagenden Studentenverbindungen im verfassungsrechtlichen, waffenrechtlichen und strafrechtlichen Sinne. Dabei kam er zu folgenden Erkenntnissen: „Das Schlagen der Mensur ist sowohl aus verfassungsrechtlicher als auch aus waffenrechtlicher Sicht unproblematisch“ und „nach Auffassung des BGH ist eine Strafbarkeit der Mensur bei schlagenden Studentenverbindungen in nahezu vollständiger Übereinstimmung mit dem rechtswissenschaftlichen Schrifttum zu verneinen, weil der mit der Mensur verbundene körperliche Eingriff aufgrund der Einwilligung gerechtfertigt und ein Verstoß gegen die guten Sitten im Falle des Schutzes der Kämpfer gegen lebensgefährliche Verletzungen zu verneinen sei.“
Die Rechtslage in Österreich ist vergleichbar: § 90 Strafgesetzbuch (Österreich) entspricht der deutschen Einwilligungsregelung nach § 228 deutschem StGB.

### Schweiz
Dort stellte das Strafgesetzbuch von 1937 das Duell zwar als Delikt gegen Leib und Leben unter Strafe. Da die dort verwendete Definition des Duells aber Mensuren nicht einschließt, blieben Mensuren straflos. Gemäß den Satzungen des schweizerischen Waffenringes war das Pistolenduell (gezogene Vorderlader) wie auch die Säbelmensur noch bis in die 1980er Jahre theoretisch möglich. In der Regel wurden jedoch entsprechende Forderungen in einem Ehrengerichtsverfahren in Schlägermensuren umgewandelt. Nasenbleche galten in der Schweiz als verpönt und wurden nicht verwendet. Am 23. Juni 1989 sind die Strafbestimmungen über den Zweikampf aufgehoben worden.

### Katholische Kirche
Papst Leo XIII verurteilte in seiner Enzyklika Pastoralis officii von 1891 das Duell, daher waren nach früherem kanonischem Recht der katholischen Kirche (CIC 1917) Mensuren, selbst wenn sie nicht auf Tötung abzielten, unsittlich und wurden mit Kirchenstrafen bis zur Exkommunikation belegt, da sie körperlich und mental auf echte Duelle vorbereiteten. Auf Duell stand die dem Papst vorbehaltene, einfach reservierte Exkommunikation; von der Strafe waren zunächst die Duellanten selbst betroffen, dann jene, welche zum Duell fordern, dasselbe annehmen und wie immer begünstigen, ferner die Zuschauer und alle jene, welche das Duell erlauben oder nicht nach Möglichkeit verhindern, welchen Rang sie immer bekleiden (CIC 2350–2359; § 101).
Nachdem das Duell aufgegeben worden war, entfiel dieses Argument. Nach der neuesten Fassung des CIC von 1983 steht die Bestimmungsmensur nicht mehr unter expliziter kirchlicher Strafandrohung, sofern sie nicht mehr als Vorbereitung zum Duell anzusehen ist und keine Gefahr schwerer Verletzungen beinhaltet. Auch ein möglicher Verstoß gegen das allgemeine Verbot der Körperverletzung in Canon 1397 sieht nur Sühnestrafen, hingegen keine Exkommunikation vor. Die Mensur wird aber weiterhin als sittlich verwerflich angesehen und katholische Verbindungen sowie christliche Verbindungen anderer Konfessionen lehnen die Mensur weiterhin strikt ab.

## Geschichte

### 16. und 17. Jahrhundert

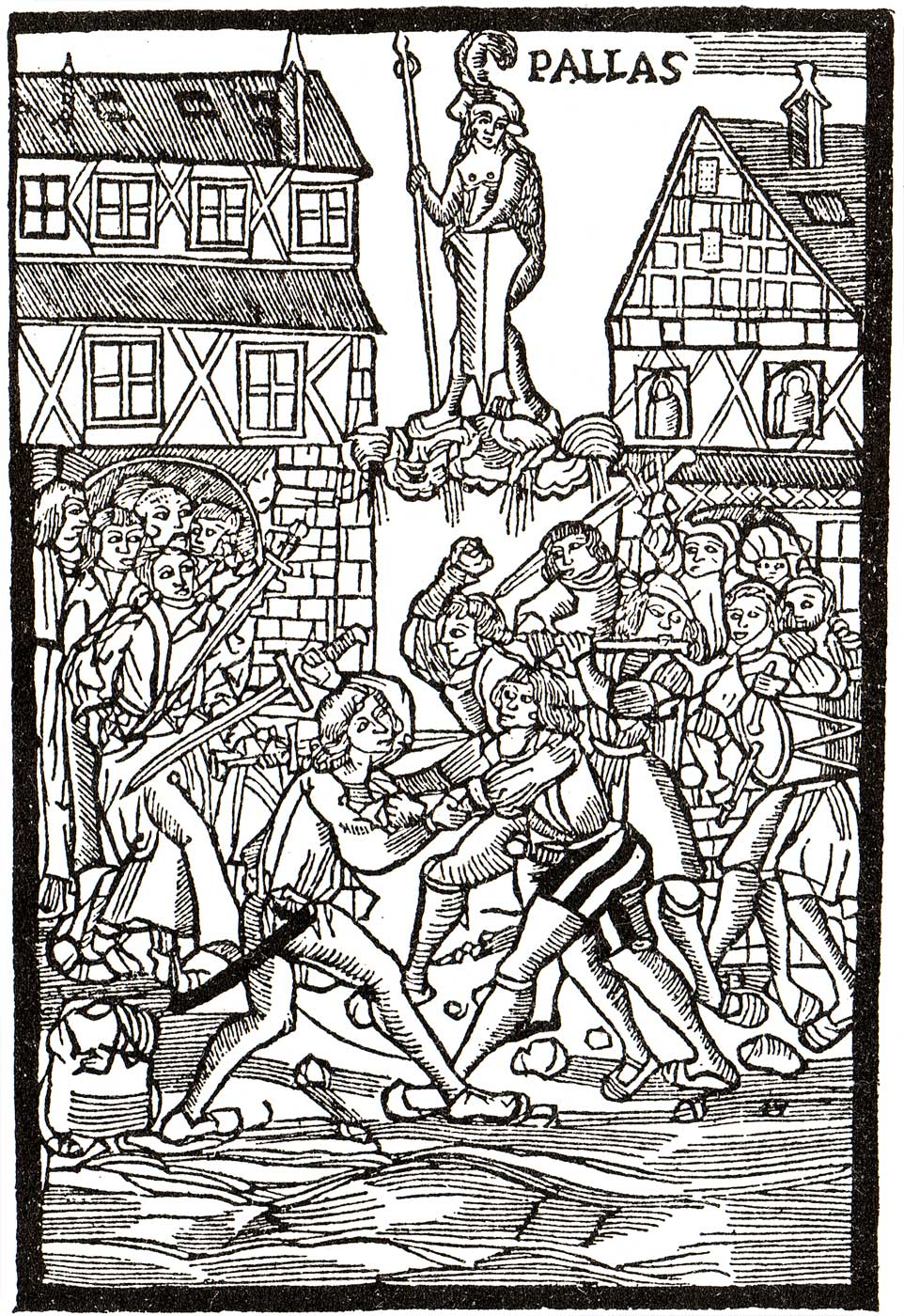
Bewaffnete Auseinandersetzung zwischen Studenten und Handwerkern, Erfurt 1506
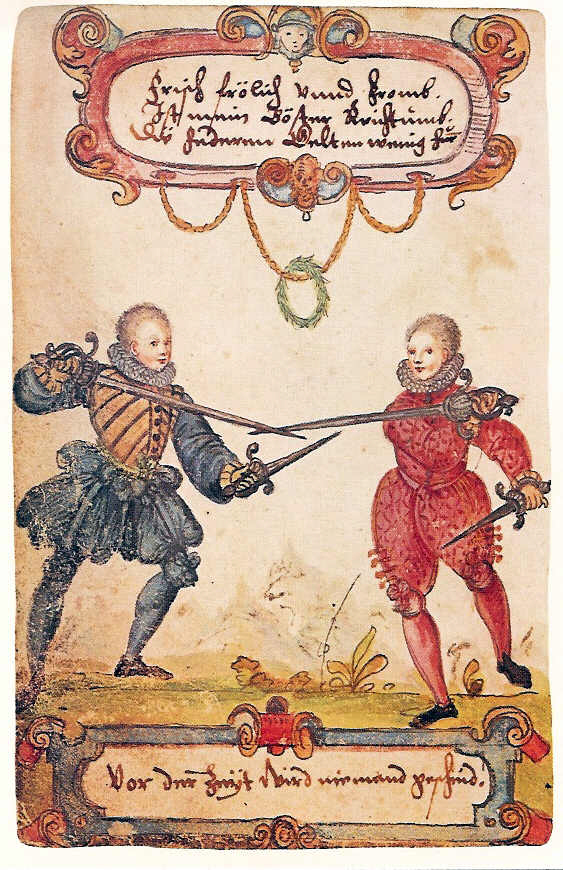
Mit Rapier und Parierdolch fechtende adlige Studenten um 1590
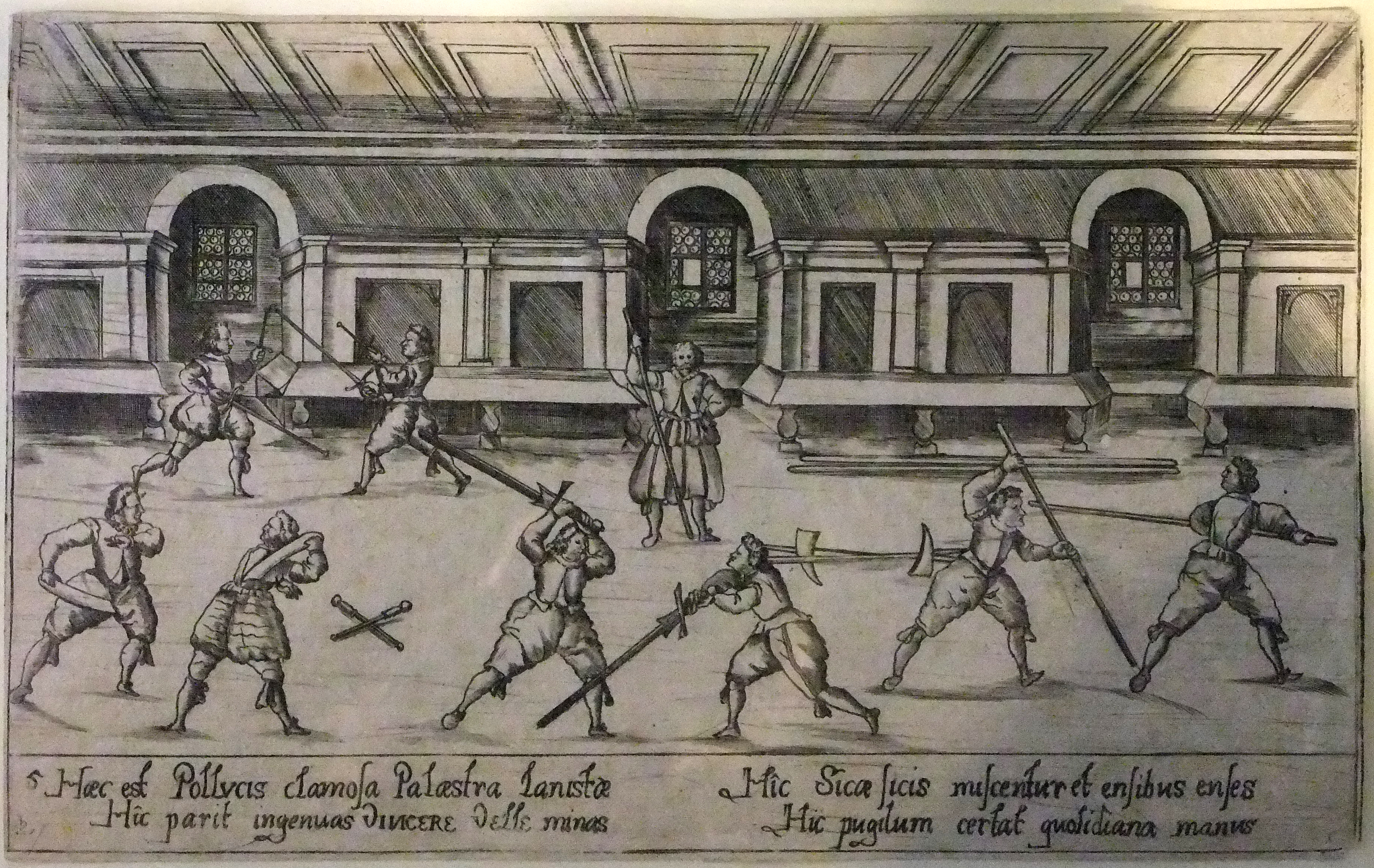
Fechtunterricht am Collegium illustre in Tübingen 1606

Fechten war im Mittelalter jedem möglich, der sich die sehr teuren Metallwaffen – meist Schwert und Dussack – leisten konnte: darunter auch Handwerkern, wie Innungswappen mit gekreuzten Schwertern heute noch zeigen.

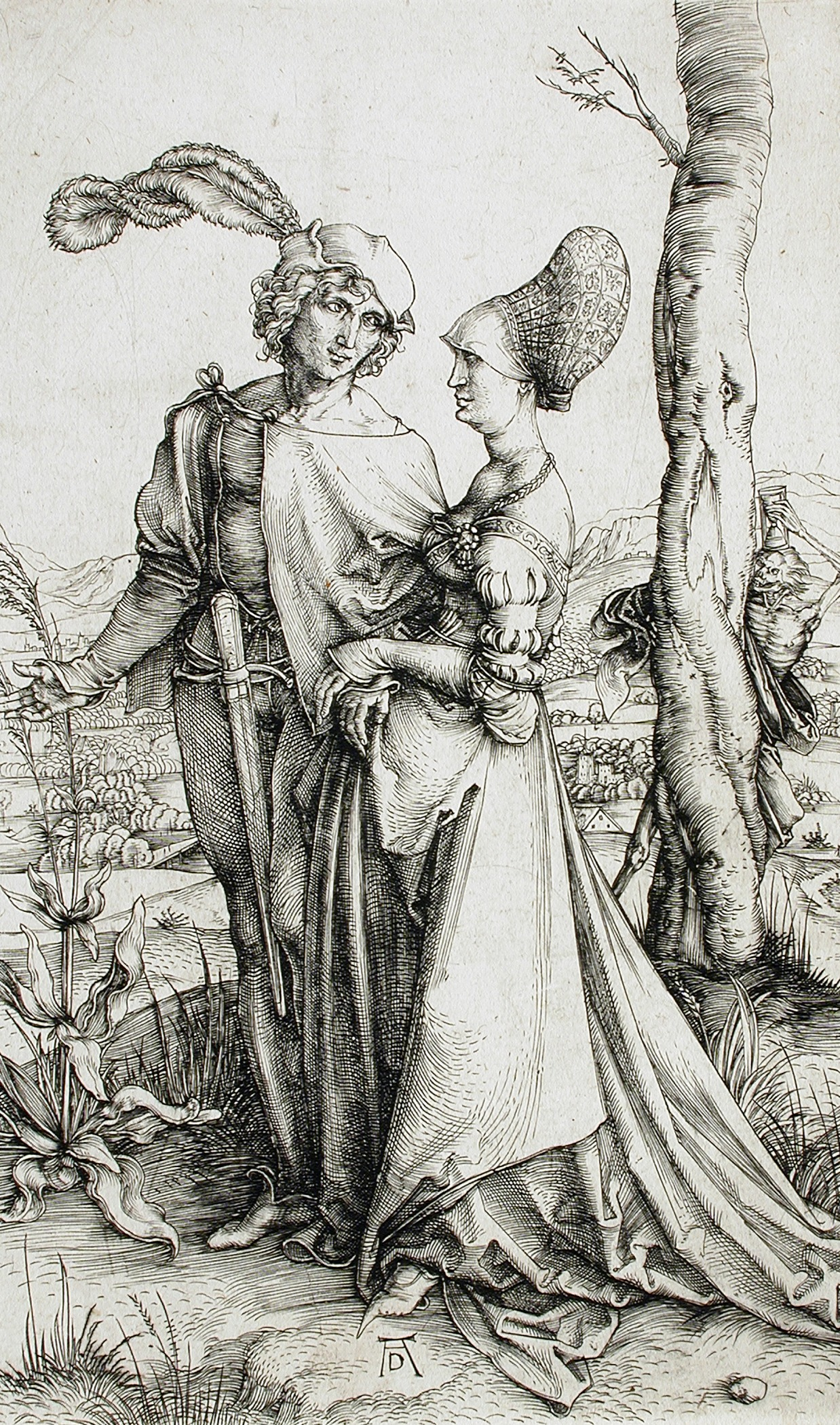
Frühe Darstellung einer im Alltag getragenen Fechtwaffe: Vornehmes junges Paar beim Spaziergang, Stich von Albrecht Dürer 1496/98

Während Studenten im Mittelalter meist wie Geistliche ausgestattet und ausgerüstet waren und oft aus weniger begüterten Familien stammten, wurde in der Frühen Neuzeit das Studium zunehmend eine Angelegenheit der Verwaltungselite der neuen Territorialstaaten (siehe auch Student#Frühe Neuzeit). Das Bild der Universitätsstädte bestimmten vornehme junge Männer, die ihrer gesellschaftlichen Stellung durch entsprechende Kleidung und oft auch anmaßendes Benehmen Ausdruck verliehen.
Dazu kam, dass ab Mitte des 15. Jahrhunderts in Spanien aus dem mittelalterlichen Schwert eine kleinere Form der Fechtwaffe entstand (siehe auch: Espada Ropera als Vorläufer des Rapiers), die nun auch von Zivilisten im Alltag herumgetragen werden konnte und sich europaweit als Standard-Ausstattung eines vornehmen Herrn einbürgerte. Nach 1500 erscheinen auch erste Abbildungen von Studenten mit Fechtwaffen. Nach einer Auseinandersetzung zwischen Bürgern und Studenten im Jahr 1514 erlaubte Kaiser Maximilian I. von Habsburg den Studenten das Tragen dieser Waffen ausdrücklich als Zeichen ihrer gehobenen Gesellschaftsposition.
Bei den damaligen Studenten bildete sich ein Standesbewusstsein mit einer eigenen Studentensprache, eigenen Verhaltensnormen (Comment) und besonderer Kleidung (Vorläufer des Couleur). Sie fühlten sich durch ihre studentische Freiheit, Lebensfreude und Wehrhaftigkeit aus der bürgerlichen Umwelt herausgehoben und meinten, diesen Stand verteidigen zu müssen. Es kam ihnen darauf an, sich nichts gefallen zu lassen und anderen einen Denkzettel zu verpassen. So wurde das Ausfechten von Duellen unter ihnen bald als unaufgebbarer Teil des universitären Lebens betrachtet. Sie duellierten sich teilweise im Rencontre (frz. „Zusammentreffen, Gefecht“ in der Bedeutung von „wildes Duell“), das heißt sofort an Ort und Stelle. Bei diesen ungeregelten „Raufduellen“ waren die Verletzungsrisiken auch ohne ernsthafte Tötungsabsicht unabwägbar. Oft wurden Opfer ohne ärztliche Versorgung einfach liegen gelassen. In besonders gefährlichen Zeiten trugen die Studenten daher im Alltag teilweise dicht wattierte und gepolsterte Kleidung. Dennoch kam es immer wieder zu Todesfällen.
Häufige universitäre Rauf- und Duellverbote blieben weithin erfolglos. Daher versuchten die Universitäten, das studentische Fechten in geregelte Bahnen zu lenken. Das Erlernen der Fechtkunst bei festangestellten Fechtmeistern (z. B. Jena 1550, Rostock 1560) sollte die Zahl der Verletzungen verringern und wurde allmählich zu einer der „Exercitien“ (lat. „Übungen“) neben Tanzen und Reiten, den Vorläufern des heutigen Universitätssports. Bald entstanden Fechtvereine, die gemeinsame Fechttechniken entwickelten, darunter in Deutschland die Brüderschaft unserer lieben Jungfrau Marien und des Himmelsfürsten St. Marxen (auch St.-Markus-Brüder oder Marxbrüder genannt) sowie die Freifechter von der Feder zum Greifenfels (Federfechter).
Seit dem Dreißigjährigen Krieg nahm die allgemeine Brutalität stark zu. Zur weiteren Zivilisierung des Duells wurden um 1684 (Duellmandat von Jena) erstmals „Beschicksleute“ und „Beistände“ eingeführt. Konflikte wurden nicht mehr sofort ausgetragen, sondern von Beauftragten vermittelt, organisiert und unterstützt und das Duell fand an einem vereinbarten Ort zu festgelegter Zeit nach festen Regeln statt. Die korrekte Durchführung, Disziplin und Charakterfestigkeit wurden wichtiger als das Ergebnis des Gefechts.

### 18. Jahrhundert

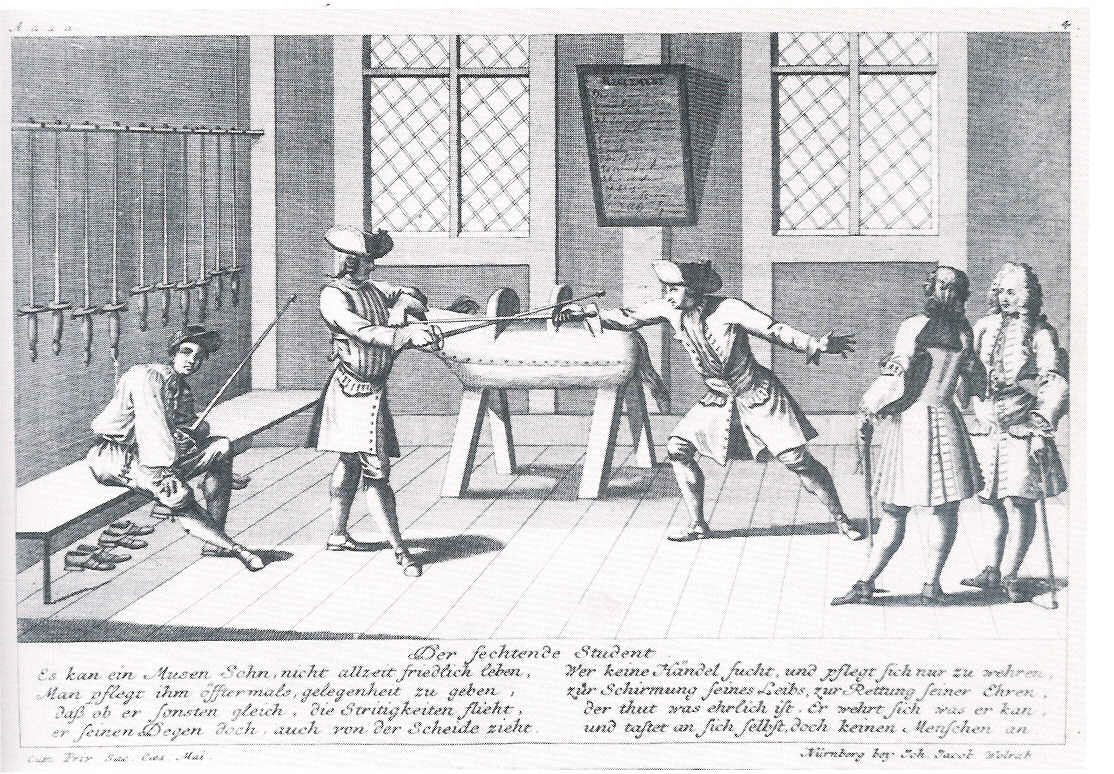
Johann Georg Puschner: Der fechtende Student (Kupferstich von 1725; Fechtboden der Universität Altdorf)

Trotz strenger Verbote wurde gesellschaftlich oft akzeptiert, dass ein Student nicht nur Leib und Leben, sondern auch seine „Ehre“ mit der Waffe verteidigte.
Dies belegt unter anderem die Bilderfolge Natürliche Abschilderung des academischen Lebens in gegenwärtigen Vierzehn schönen Figuren ans Licht gestellt von D., die der Nürnberger Kupferstecher Johann Georg Puschner unter dem Pseudonym Dendrono wohl um 1725 nach mehrmaligen Besuchen an der Universität Altdorf schuf. Die ersten sieben Kupferstiche zeigen in chronologischer Abfolge die typische akademische Laufbahn eines fleißigen und andächtigen Studenten bis zum Höhepunkt, der Promotion. In dieser Folge steht das Werk Der fechtende Student als Beispiel für eine positive Betätigung neben den anderen körperlichen Ertüchtigungen, dem Tanzen und dem Reiten.

„Es kan ein Musen Sohn, nicht allzeit friedlich leben,

Man pflegt ihm öfftermals, gelegenheit zu geben,

daß ob er sonsten gleich, die Stritigkeiten flieht,

er seinen Degen doch, auch von der Scheide zieht.

Wer keine Händel sucht, und pflegt sich nur zu wehren,

zur Schirmung seines Leibes, zur Rettung seiner Ehren,

der thut was ehrlich ist, Er wehrt sich was er kan,

und tastet an sich selbst, doch keinen Menschen an.“

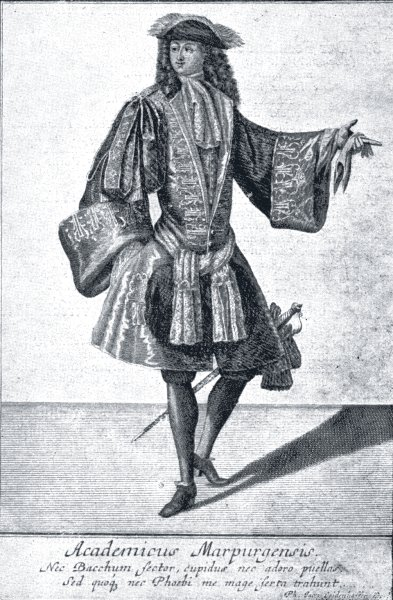
Marburger Student um 1700

Die zweite Hälfte der Blätter zeigt jedoch das Gegenteil, das Bild eines raufenden, saufenden und faulen Studenten, dessen studentische Laufbahn in Schuld und Verzweiflung endet. Der rauffende Student steht hier für eine unheilvolle Betätigung der Nachwuchsakademiker.

„Das weibliche Geschlecht, der Schmauss und tolles Sauffen,

bringt offt die Musen-Söhn zum Zanken u. zum Rauffen,

Ein bloßes Wörtlein richt so grossen Jammer an,

der sonst nicht, als durch Blut, gestillet werden kan.

Jedoch wie leicht geschichts, daß die entblösten Klingen

den einen Gegenpart, um Leib und Leben bringen?

Entflieht der Thäter dann, dem Weltlichen Gericht,

verläst denselben doch, das böß Gewissen nicht.“

Studentische Fechtwaffe war der auch sonst übliche Degen, den sie wie vornehme Herren und staatliche Würdenträger im Alltag mitführten. Seine kurze Klinge mit kleinem Gefäß bedeuteten zwar wenig Tragegewicht, aber auch wenig Schutz des Körpers. Diese Nachteile führten bald zur Herausbildung spezieller Duell- und Mensurwaffen.

Um 1750 kam in Frankreich der leichte Pariser (Stoßdegen) auf, der in manchen Regionen bis etwa 1850 in Gebrauch blieb. Er schützte die Fechthand besser vor gegnerischen Stichen, sein großes Stichblatt ließ sich aber nicht täglich tragen und führte oft zu lebensgefährlichen Durchstößen der Lunge (Lungenfuchser), die das Atmen erschwerten oder verhinderten. Die Todesfälle damit geführter Kämpfe nahmen enorm zu.

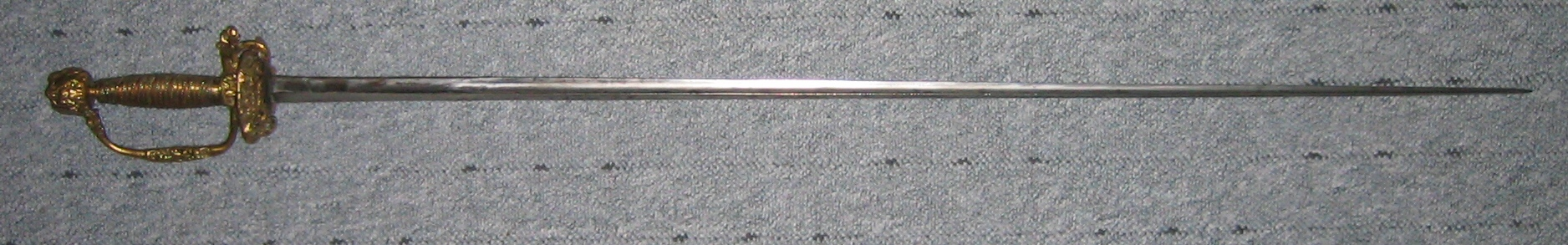
Typisches Kleinschwert aus den 1740ern
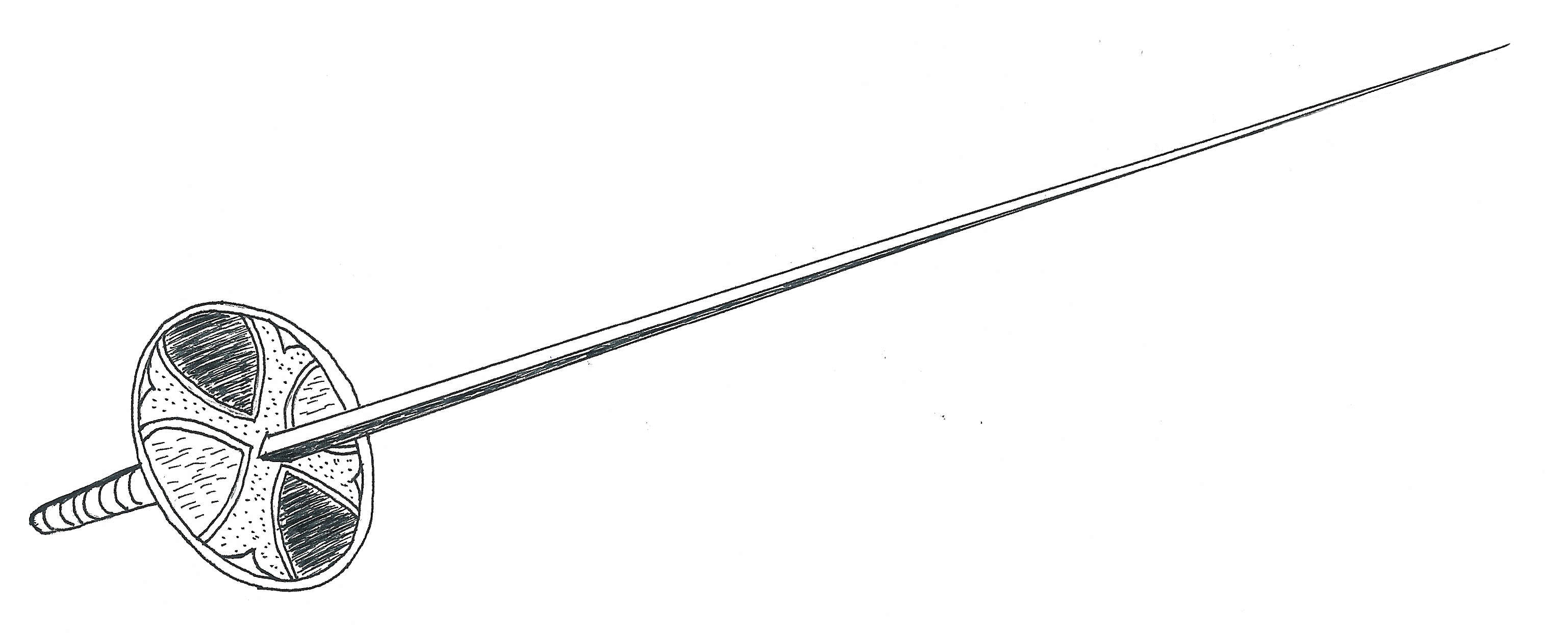
Pariser Stoßdegen, entstanden in Frankreich um 1750

Nach einem Göttinger Studentenduell mit tödlichem Ausgang 1766 entstand das studentische Hiebfechten mit einer Frühform des heutigen Korbschlägers. In den östlichen Teilen Deutschlands wurde der Glockenschläger erfunden, der sich an die frühen Degen anlehnte.
In den 1790er Jahren wurde den Studenten das Waffentragen im Heiligen Römischen Reich Deutscher Nation nur noch bei tatsächlichen Überlandreisen erlaubt, in der Stadt und bei Spaziergängen und -ritten aber verboten. Damit standen Degen für spontane Raufduelle nicht mehr zur Verfügung, so dass das reglementierte Duell zum Standard wurde. Es blieb ebenfalls verboten und wurde von den Universitätsbehörden verfolgt. Insgesamt erlebte das studentische Fechten in dieser Zeit eine Phase des Niedergangs. Johann Christian Fabricius klagt darüber 1796:

„Die Sitten der Studierenden haben sich in den letzten Zeiten sehr verändert, ob verbessert, ich kaum zu sagen. Das viele und starke Biertrinken, das Raufen und Schlagen, das Lärmen und Schreien auf den Gassen, das Wetzen, Fenster einwerfen und Laternen zerschlagen, die öffentliche Sicherheit und Ruhe der Bürger stören, sind jetzt gänzlich aus der Mode gekommen […] Daher rühren die vielen traurigen Musensöhne, die jetzt von den Academien zurückkommen, hypochondrische, mit sich und anderen beständig unzufrieden, ohne Kraft und Munterkeit eilen die jugendlichen Greise dem frühen Grabe zu.“

### 19. Jahrhundert

#### Hieb- und Stoßmensur

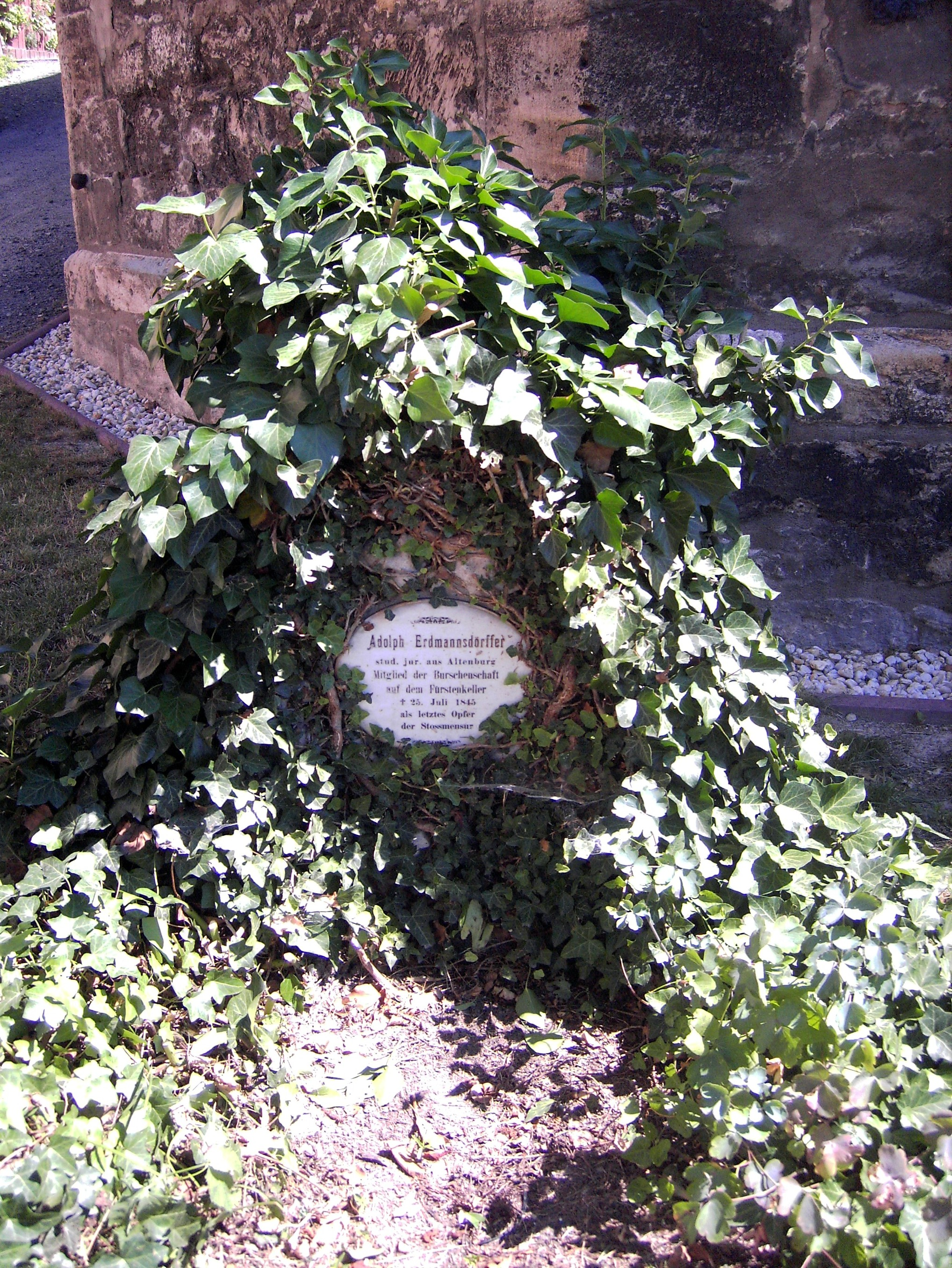
Grab von Adolph Erdmannsdörffer, am 25. Juli 1845 das letzte Opfer der Stoßmensur in Jena

Um 1800 waren Hiebfechten und Stoßfechten an deutschen Universitäten regional verschieden verbreitet. Stoßmensuren blieben in Jena, Erlangen, Landshut (später München) und Würzburg lange üblich. Sie sollen besonders bei Theologiestudenten wegen der weniger sichtbaren Schmisse und trotz höherer Gefahr für Leib und Leben beliebt gewesen sein. Die letzten Todesfälle durch Lungenfuchser traten in Jena und München in den 1840er Jahren auf, die letzte Stoßmensur soll im Jahre 1860 in Würzburg gefochten worden sein.
Für die Abschaffung des Stoßfechtens und die Einführung des Hiebcomments machten sich in Jena vor allem Professor Scheidler und nicht zuletzt der Fechtlehrer Roux, der auch für eine Verbesserung des Säbelfechtens wirkte, stark. Die Regeln waren – wie heute auch noch – in jeder Universitätsstadt etwas andere. Gefochten wurde auf Zeit, gemessen in Minuten. Bei einem Treffer wurde die Partie unterbrochen. Er galt bereits, wenn die Klinge die Kleidung eines Fechters berührte. Beendet wurde das Gefecht nach Fristablauf oder einem „Anschiss“. Als solcher zählte beim Hiebfechten eine mindestens einen Zoll lange Wunde, aus der bei der Untersuchung mindestens ein Tropfen Blut quoll, bei der Stoßmensur eine Stichwunde mit einem Umriss, der den dreieckigen Querschnitt der Klinge erkennen ließ.
Zur Mensur trat der Fechter in Straßenkleidung ohne Jacke, aber mit Hemd an. Als Schutzausrüstung dienten
- zylinderartige oder breitkrempige Hüte, später dann eine große, wattierte Mütze in der Farbgebung der regulären Studentenmütze des Fechters,
- eine Halskrause (Seidenbinden oder auch nasse Tücher) zum Schutz der Halsschlagader,
- ein Lederhandschuh mit langem Stulp und
- eine Leibbinde in Verbindungsfarben, später dann ein lederner, wattierter Paukschurz, der vom Bauchnabel abwärts bis zu den Unterschenkeln reichte und an der Rückseite mit Binden enganliegend geschlossen wurde. Die Beine wurden einzeln umwickelt, so dass eine Schrittstellung möglich war. Nach Einführung des Paukschurzes wurde die Leibbinde noch ein paar Jahre von den Sekundanten getragen.[5]

Wilhelm Hauff, der ab 1820 in Tübingen studierte, beschrieb vermutlich aus eigenem Erleben eine solche Mensur:

„Wir legten uns nach alter Fechterweise aus, die Klingen waren gebunden, die Sekundanten schrien »los«, und unsere Schläger schwirrten in der Luft und fielen rasselnd auf die Körbe. Ich verhielt mich meistens parierend gegen die wirklich schönen und mit großer Kunst ausgeführten Angriffe des Gegners, denn mein Ruhm war größer, wenn ich mich von Anfang nur verteidigte, und erst im vierten, fünften Gang ihm eine Schlappe gab.
Allgemeine Bewunderung folgte jedem Gang; man hatte noch nie so kühn und schnell angreifen, noch nie mit so vieler Ruhe und Kaltblütigkeit sich verteidigen sehen. Meine Fechtkunst wurde von den ältesten Häusern bis in den Himmel erhoben und man war nun gespannt und begierig, bis ich selbst angreifen würde; doch wagte es keiner, mich dazu aufzumuntern.
Vier Gänge waren vorüber, ohne daß irgendwo ein Hieb blutig gewesen wäre. Ehe ich zum fünften aufmarschierte, zeigte ich meinen Kameraden die Stelle auf der rechten Wange, wohin ich meinen Theologen treffen wolle. Dieser mochte es mir ansehen, daß ich jetzt selbst angreifen werde, er legte sich so gedeckt als möglich aus und hütete sich, selbst einen Angriff zu machen. Ich begann mit einer herrlichen Finte, der ein allgemeines Ah! folgte, schlug dann einige regelmäßige Hiebe, und klapp! saß ihm mein Schläger in der Wange.“

Auch in England existierte Anfang des 19. Jahrhunderts eine Duelltradition, die sich dort allerdings niemals zu „eine[r] spezifisch akademische[n] Fechttradition“ entwickeln konnte. Stattdessen wandten sich die Studenten dort ab der Mitte des 19. Jahrhunderts – wie auch die Gesellschaft als solches – von der Fechtkunst ab und stattdessen anderen „unblutigen“ Formen des Zweikampfes, wie dem Ringen und Boxen zu. In Deutschland kam es hingegen zu einer völlig anderen Entwicklung.

#### Bestimmungsmensur

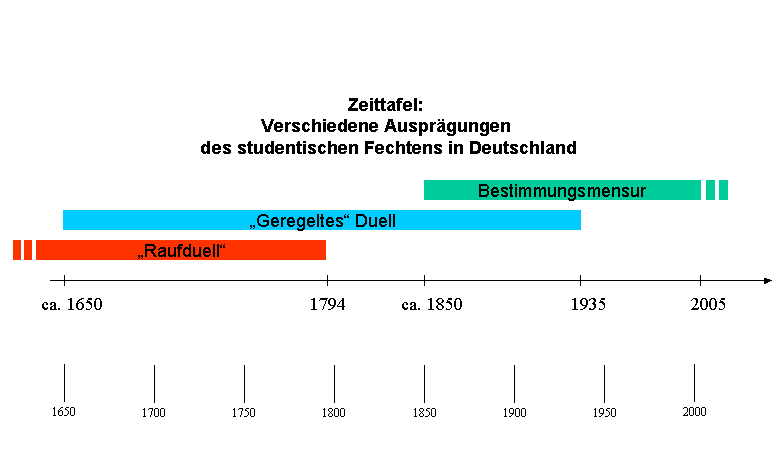
Zeittafel der verschiedenen Ausprägungen des studentischen Fechtens in Deutschland

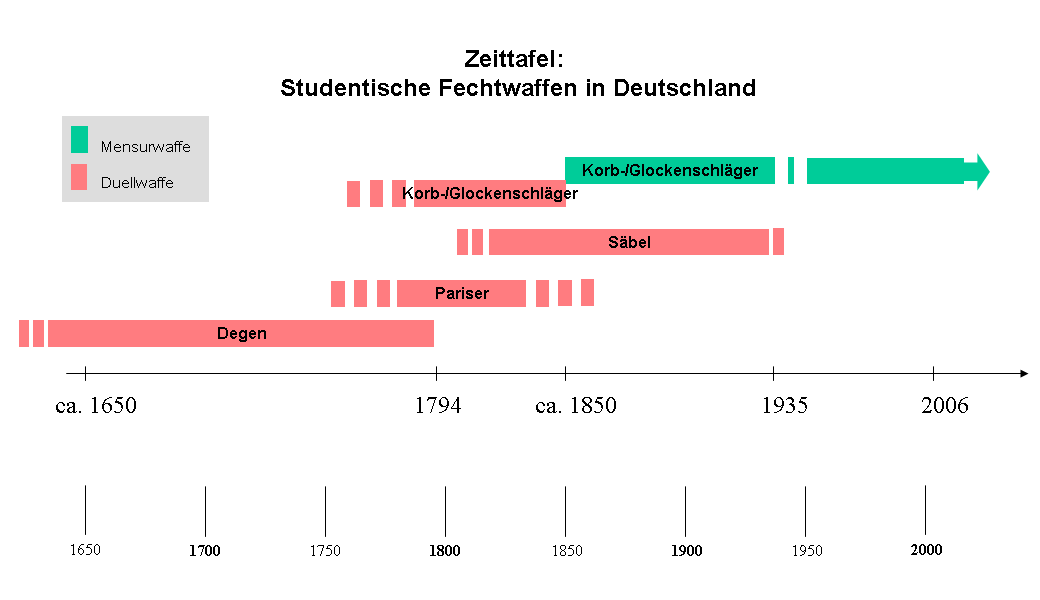
Zeittafel der studentischen Fechtwaffen in Deutschland

Bis etwa 1850 fochten deutsche Studenten ausschließlich Duelle zur Bereinigung von Ehrenhändeln. Das war trotz strenger Verbote Bestandteil der damaligen studentischen Kultur, gleich welchen Zusammenschlüssen man angehörte. Studenten konnten durch unauffälliges Verhalten ihr Studium ohne Fechtduelle absolvieren, ohne deshalb verachtet zu werden. Dennoch lassen zeitgenössische Berichte erkennen, dass erfolgreiche Fechter nicht nur unter Studenten, sondern auch sonst hohes Ansehen genossen. So schrieb der Göttinger Pastor Franz Oehme rückblickend auf die Jahre 1824 bis 1826 über das Corps Curonia:

„Die Kurländer stehen oben an. Der Zahl nach nur klein, aber durch edle Haltung ausgezeichnet. Excesse hat kein Kurländer begangen, durch welche ein Tadel auf die Verbindung fallen könnte. Wo es Studentenehre betraf mit dem Schläger in der Hand, trat der Kurländer gegen keinen zurück.“

Allmählich entstand die Überzeugung, Fechten mit scharfen Waffen habe eine besondere charakterfestigende Wirkung und das Verhalten dabei erlaube Rückschlüsse auf persönliche Qualitäten. Besonders die Corps, die in ihren Constitutionen zu Anfang des Jahrhunderts hehre Begriffe hochgehalten und hohe Anforderungen an Freundschaft, Persönlichkeit und Charakter gestellt hatten, sahen es nun als dringend notwendig oder zumindest wünschenswert an, dass ein Student sich beim Fechten mit scharfen Waffen bewähre.
In der Zeit nach der Ablösung des Stoß- durch den Hiebcomment gelangte das Mensurwesen zu besonders hoher Blüte. Während es um 1820 noch vorkam, dass Corpsiers die Universitäten ohne eine einzige Mensur verließen, stieg die Zahl der Mensuren in den folgenden Jahren stark an, da sich das Schlagen von Mensuren langsam als Receptionsvoraussetzung durchsetzte. So berichtet Adolf Kußmaul in seinen Jugenderinnerungen über die Jahre 1841 bis 1844, dass die älteren Burschen des Corps Suevia Heidelberg zehn bis zwölf, auch zwanzig, einige sogar vierzig bis sechzig Mensuren hinter sich gehabt hätten.
Studenten, die nicht so oft in Streitigkeiten verstrickt waren, fühlten sich hierdurch in einem Dilemma gefangen. Nur um gefochten zu haben einen Streit vom Zaun zu brechen galt nämlich gleichermaßen als unehrenhaft. Daraufhin entwickelte sich eine Art der „pro-forma“-Beleidigung, die keinen ehrenkränkenden Charakter mehr hatte, aber als unmissverständliche Aufforderung zum Fechten galt. Die Beleidigung „dummer Junge“ war in vielen Comments Deutschlands als geringste Form der Ehrenkränkung eingestuft und setzte sich als Standardformulierung durch. Im weiteren Verlauf entstanden gar „Kontrahierkneipen“, abendliche Trinkveranstaltungen mehrerer Verbindungen, in deren Verlauf oftmals lauthals und quer über die Tische standardisierte „Beleidigungen“ ausgetauscht wurden, so lange, bis alle Beteiligten ihre Kontrahenten gefunden hatten.
Das wurde schnell als unbefriedigend empfunden. Um 1850 tauchten deshalb die ersten „Bestimmzettel“ auf, anhand derer die Consenioren (Fechtbeauftragten) der einzelnen Verbindungen die Gegenpaukanten ausmachten („bestimmten“). Auf dem Kösener Congress 1859 wurde das Prinzip der Bestimmungsmensur auf Antrag der Marburger Corps beschlossen und damit deutschlandweit durchgesetzt.
Um diese Zeit entstand auch eine Gegenbewegung zur allgemeinen Bestimmungsmensur, denn schon vor der Märzrevolution bildeten sich die ersten betont christlichen Studentenverbindungen. Viele Studenten vermissten das christlich-religiöse Element und wollten es zum Bestandteil ihres traditionellen Gemeinschaftslebens machen. Sie waren auch die ersten, die das studentische Fechten zur Austragung von Ehrenhändeln für sich ablehnten. 1836 verzichtete die neu gegründete Uttenruthia (Erlangen) von Beginn an auf Duell und Mensur. Viele der nichtschlagenden Verbindungen hatten aber dennoch bis in die 1930er Jahre einen Paukbetrieb, d. h. sie erlernten das studentische Fechten, ohne es aber anzuwenden. Sie wollten damit ihre bewusste Verneinung von Duell und Mensur unterstreichen, indem sie zeigten, dass sie könnten, wenn sie nur wollten.
Nach der Entstehung der Bestimmungsmensur änderte sich in den nächsten Jahren das studentische Fechten wiederum entscheidend. Für das studentische Duell wurden massiv verschärfte Formen der bewaffneten Auseinandersetzung entwickelt, neue Waffen hielten Einzug (Säbel, Pistole). Die Bestimmungsmensur wurde dagegen immer ungefährlicher. Alle Neuerungen beim Schlägerfechten zielten darauf ab, schwere oder gar tödliche Verletzungen auszuschließen. Bis in die 1870er Jahre hatte sich das Schlägerfechten – bis auf Details – auf den Stand von heute entwickelt.

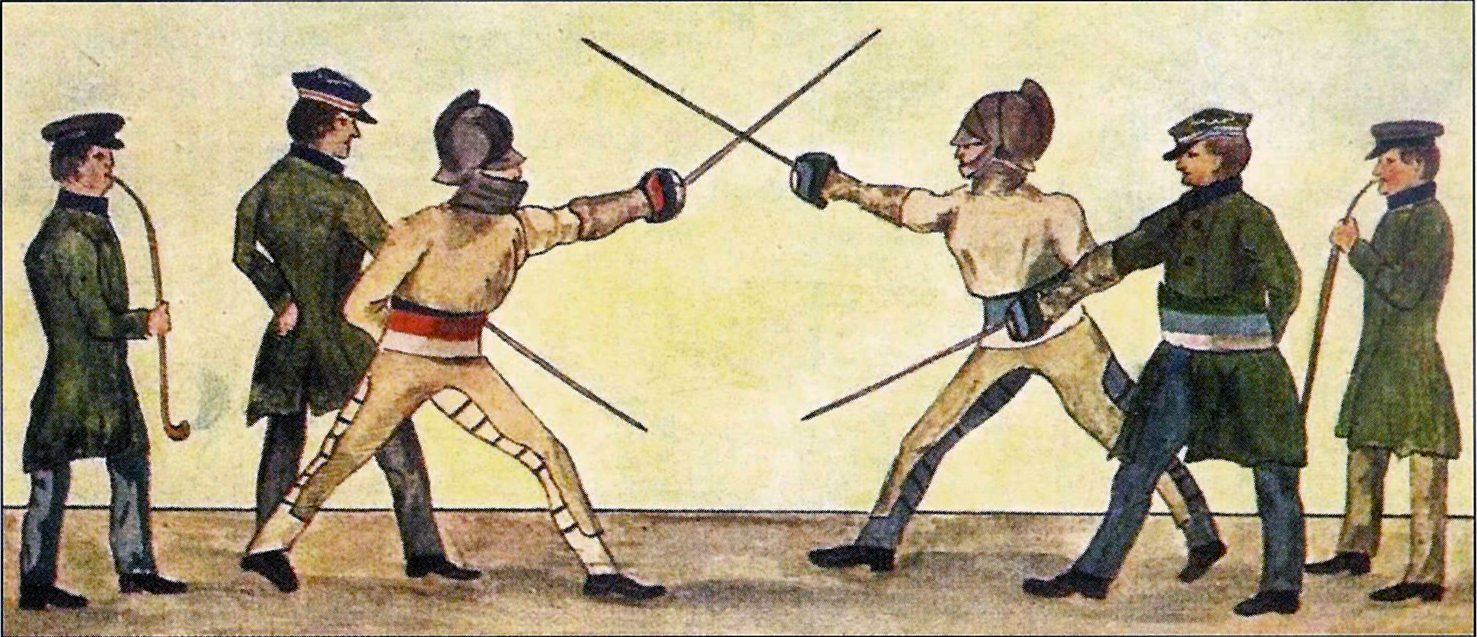
Mensur in Dorpat mit dem typischen Lederhelm (1820er Jahre)

Eine Ausnahme bildeten die sehr alten Corporationen der baltischen Universität Dorpat. Die zahlreichen Ehrenhändel – ganz anders als in Deutschland zum größeren Anteil innerhalb der eigenen Corporation – wurden in der Regel bei Kreismensuren ausgetragen. Da den Corporationen als ebenbürtige Mitglieder zu allen Zeiten aber auch Anti-Duellanten angehörten, die etwa die Mensur aus religiösen Gründen ablehnten, war die Mitgliedschaft im Corps nie an eine Pflichtmensur geknüpft.
Bei der bis 1939 gepflegten, sehr viel ursprünglicheren Kreismensur bewegten sich die Gegner frei innerhalb eines Kreises. Angriffsfläche war der mit einem leichten Hemd bekleidete Brustbereich, während der Kopf durch einen nach vorne offenen Lederhelm mit Schirm geschützt war. Mit dem Schirm konnten Schläge des gegnerischen Hiebers abgefangen werden. Der Hals wurde durch eine mit Holzstäbchen verstärkte Lederhalskrause geschützt.

#### Säbelfechten
Das Fechten mit dem Korbschläger oder dem Glockenschläger hatte sich nun zum Erziehungsmittel entwickelt, das Charakter und Persönlichkeit bilden sollte. Zur Bereinigung von Ehrenhändeln konnte es daher nicht mehr herangezogen werden.
Deshalb suchten die Studenten einen Ersatz zur Austragung von Duellen. Da sie in den Städten, die neben der Universität auch eine Garnison hatten, ständig mit den Offizieren rivalisierten, lag es nahe, vom Militär auch die Duellwaffe Säbel zu entlehnen. Der akademische Säbel bestand im Prinzip aus einer Säbelklinge mit Korbgefäß als Handschutz wie bei einem Korbschläger. Er ähnelte somit stark dem Österreichischen Kavalleriesäbel. Beim Säbelfechten blieb die bewegliche Fechtweise erhalten. Die Fechter standen in Schrittstellung, der hintere Fuß war fest und durfte nicht zurückgesetzt werden. Mit dem vorderen Fuß – bei Rechtshändern der rechte – durfte nach vorne aufgerückt („avanciert“) oder zurückgegangen („retiriert“) werden. Die Schutzwaffen waren drastisch eingeschränkt, ihre Kombination konnte speziell festgelegt werden, je nach Schwere des Duellgrundes. Das Säbelfechten galt und gilt bis heute als Zweikampf mit tödlichen Waffen und war immer gesetzlich verboten. Es war nie eine Mensur im heutigen Sinne.

#### Neuerungen im Deutschen Kaiserreich

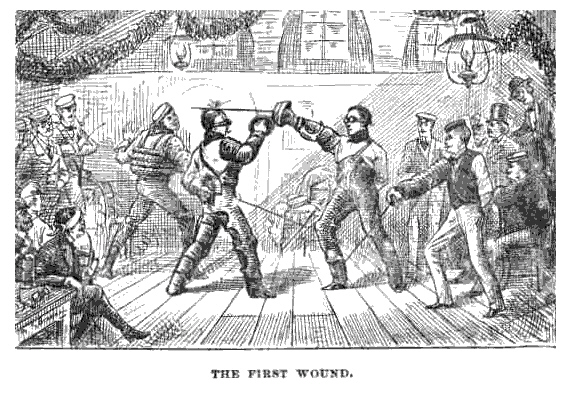
The First Wound, Illustration zu Mark Twains A Tramp Abroad, 1878/1880
Göttingen WS 1888/89: Holzminda gegen Frisia
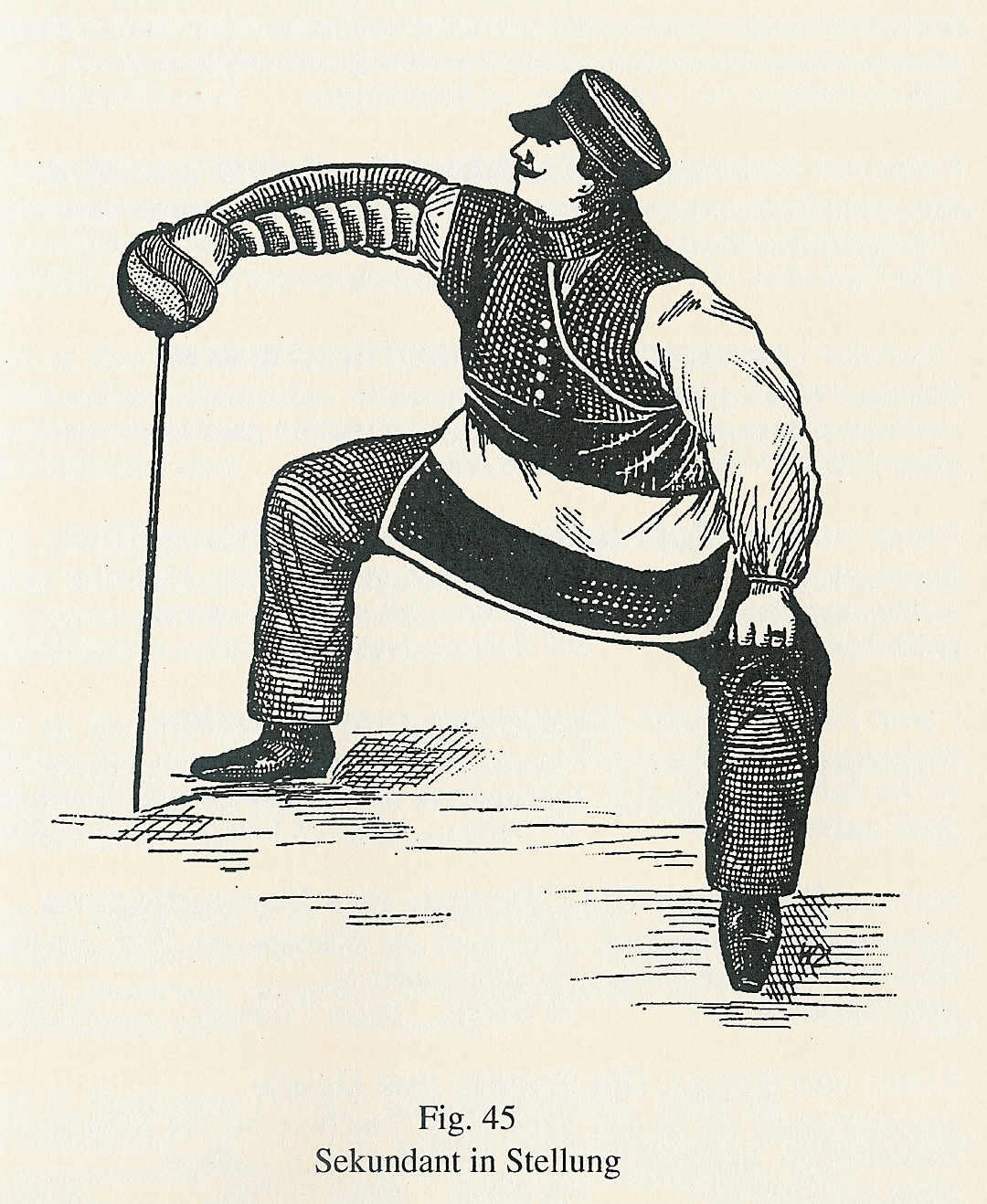
Sekundant in Stellung, Fechtlehrbuch von 1906
Die Mensur in der Literatur: Hans Hopfen, Der letzte Hieb, 5. Auflage 1907

Mensur und Duell waren im Kaiserreich nicht mehr Bestandteil der allgemeinen studentischen Kultur, sondern entwickelten sich zu einer Einrichtung speziell der Studentenverbindungen. Die fechterische Einstellung eines Studenten wurde bestimmt von den Prinzipien des Dachverbandes, dem seine Verbindung angehörte. Die traditionellen Verbände pflegten die Bestimmungsmensur und vertraten bei Ehrenstreitigkeiten das Prinzip der unbedingten Satisfaktion mit der Waffe. Das hieß, sie waren bereit, bei Ehrenhändeln zu einem Duell anzutreten. Es gab aber auch sehr viele Verbände, die die Bestimmungsmensur ablehnten, aber trotzdem Duelle durchführten. Manche Arten von christlichen Verbindungen lehnten jede Auseinandersetzung mit der Waffe kategorisch ab.
Obwohl formaljuristisch weiterhin verboten, wurde die Mensur gesellschaftspolitisch als wichtiges Mittel zur Erziehung des Nachwuchses der akademischen Elite des deutschen Kaiserreichs betrachtet. So sagte Kaiser Wilhelm II. bei einem Besuch an seinem früheren Studienort Bonn vor den dortigen Corps im Jahre 1891:
Ich hoffe, daß, solange es deutsche Korpsstudenten gibt, der Geist, wie er im Korps gepflegt wird und durch den Kraft und Mut gestählt wird, erhalten bleibt, und daß Sie zu allen Zeiten freudig den Schläger führen werden. Unsere Mensuren werden im Publikum vielfach nicht verstanden. Das soll uns aber nicht irre machen. Wir, die wir Korpsstudenten gewesen sind, wie Ich, wir wissen das besser. Wie im Mittelalter durch die Turniere der Mut und die Kraft des Mannes gestählt wurden, so wird auch durch den Geist und das Leben im Korps der Grad der Festigkeit erworben, der später im großen Leben nötig ist, und der bestehen wird, solange es deutsche Universitäten gibt.
Die Bestimmungsmensur wurde erleichtert und weniger gefährlich gestaltet. Der Samstag im Semester war der übliche Pauktag. Er begann oft in einem Ausflugslokal nahe der Stadt (Pauklokal) ab sechs Uhr morgens; verabredete Mensuren fanden bis zur abendlichen Kneipe statt. Ein gesundes Mitglied einer schlagenden Verbindung focht etwa vier bis sechs Mal in jedem der ersten drei bis vier Semester Mensuren, also neun bis 24 Mal. Dann wurde man bis zum Examen Inaktiver.
Fritz Bacmeister soll zwischen 1860 und 1866 in Göttingen, Jena und Würzburg rund 100 Mensuren gefochten haben.

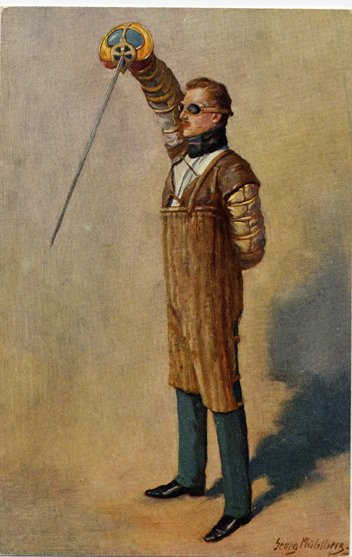
Georg Mühlberg: Der Herr Paukant: Darstellung eines Fechters mit Korbschläger in „verhängter Auslage“

Das Verletzungsrisiko bei der Bestimmungsmensur wurde durch folgende Maßnahmen gesenkt:
- Paukbrille, bis zur Brust hochgezogener Paukschurz, Herzleder und ein den ganzen Arm bedeckender, stark gepolsterter Stulp verhinderten Verletzungen wichtiger Körperteile und ermöglichten neue Arten der Verteidigung (Deckung mit dem Stulp).
- Die zunehmend starre Stellung der Paukanten verhinderte eine Addition der Bewegungsgeschwindigkeiten von Waffe und Körper. Dies schloss aus, dass der Fechter in die Klinge seines Gegenpaukanten hineinsprang.
- Die Beschränkung der Trefferfläche auf den Kopf verhinderte die Durchtrennung von Muskeln, Sehnen und wichtigen Gefäßen. Die Kopfbedeckung musste dazu jedoch abgenommen werden.
- Die Verringerung des Mensurabstandes machte aus dem Fechten vor dem Körper mit weit vorgestreckten Armen ein Fechten über den Köpfen mit hochgereckten Armen und „heruntergeschwippter“ Klinge. Das ermöglichte eine Position, in der der Fechter auch ohne reagierende Bewegung vollständig gedeckt ist und mit regulären Hieben nicht mehr getroffen werden kann („verhängte Auslage“).
- Gefochten wurde nicht mehr bis zu einem Treffer, sondern eine festgelegte Anzahl von Hieben (vier bis sechs – selten bis zu acht) pro „Gang“ mit einer festgelegten Anzahl von „Gängen“ (ca. 30 bis 45 – selten 60) pro Partie. Das ermöglichte gültige Mensuren ohne einen einzigen Treffer.

Daraus entwickelte sich eine Form des Hiebfechtens mit komplexen und teilweise unnatürlichen Bewegungsabläufen. Sie sollten sicherstellen, dass der Fechter ausschließlich Schultergelenk, Ellbogengelenk und Handgelenk benutzt und während seines Hiebes möglichst alle denkbaren Hiebe des Gegners abwehren kann.
Diese Änderungen zogen weitere Regeln nach sich. Um ein flüssiges und sinnvolles, chancengleiches Fechten zu ermöglichen, wurden kontinuierliche Bewegungen vorgeschrieben, ein „Liegenbleiben“ oder „Lauern“ wurde zunehmend ausgeschlossen. Teilweise wurde der „Anhieb“ festgelegt, also geregelt, welcher Paukant den ersten Hieb ausführen durfte, damit ein Wechseltempo (versetzte Abfolge von Hieb und Deckung) zustande kam. Bestimmte Hiebfolgen wurden als zu defensiv ausgeschlossen. Diese Konzeption des Hiebfechtens besteht bis heute bei schlagenden Verbindungen an deutschen Hochschulen.
In Österreich gibt es etwa bei den Corps in Graz bis heute Reste einer beweglicheren Fechtweise. In Wien ist es möglich zu „lauern“, das heißt, durch Verzögerung und Stoppen der eigenen Hiebfolge eine Blöße des Gegenpaukanten abzuwarten und auszunutzen.
Im Mensurconvent entschieden von nun an die anderen Verbindungsmitglieder, ob eine Partie „zog“, das heißt, ob sie den Ansprüchen der Verbindung entsprach und nach den Regularien gültig war. Dabei zählten verschiedene Aspekte wie die Qualität und Komplexität der Hiebtechnik, aber auch die gezeigte „Moral“ und der „Stand“ des Paukanten. Gänzlich unakzeptabel wurde es, mit dem kontinuierlichen Schlagen aufzuhören („Liegenbleiben“) oder gar als Angstreaktion den Kopf wegzuziehen („Kniesen“, „Mucken“). Daraufhin konnte der Mensurconvent die laufende Partie beenden und den Paukanten „abführen“. Eine Moralabfuhr fürchten die meisten Fechter bis heute mehr als eine körperliche Verletzung. Der Fechter verliert dann eventuelle Ämter, steht in der „Reinigung“ und muss sich durch weitere Mensuren rehabilitieren. Bei mehrfachem „Danebenfechten“ kann er aus einer schlagenden Verbindung ausgeschlossen werden.

#### Mensuranfrage
Mit der Mensuranfrage konnte bei den Corps der örtliche Senioren-Convent einen Corpsburschen-Convent in der Bewertung einer Mensur überstimmen. Das führte überall zu jahrzehntelangem Streit. Angeregt von Eduard Graf (Guestphalia Halle, Borussia Greifswald), setzten sich 33 Abgeordnete im Preußischen Abgeordnetenhaus für die Abschaffung der Mensuranfrage ein. Der entsprechende Antrag wurde vom oKC 1889 mit 14 SC-Gegenstimmen abgelehnt. Als „der einarmige Vertreter der Borussia Bonn“ vom Wunsch des Kaisers berichtete, wurde erneut abgestimmt. Mit 7 Gegenstimmen wurde der Antrag angenommen.

#### Verabredungsmensur
Eine umstrittene Sonderform der Bestimmungsmensur ist die bereits im 19. Jahrhundert entstandene Verabredungsmensur oder Contrahage. Dabei wählen nicht die Fechtbeauftragten zwei möglichst gleichwertige Paukanten aus, sondern die Partien werden direkt „verabredet“, wobei in der Regel die Bestimmungen schärfer sind als bei regulär bestimmten Partien.
Dabei gibt es zwei Ausformungen: Wenn sich zwei Einzelpersonen verschiedener (nicht befreundeter) Verbindungen miteinander messen wollen, können sie eine „Persönliche Contrahage“ (PC) verabreden. Wenn zwei Verbindungen jeweils eine Liste von Fechtern („Paukantenliste“) gegeneinander stellen, spricht man von einer PP-Suite oder „Hatz“. Berühmt war die PP zwischen den Senioren-Conventen von Halle und Leipzig, die am 12. März 1803 im Posthorn von Reideburg ausgefochten wurde.
Die Verabredungsmensur wird nicht von allen pflichtschlagenden Verbindungen unterstützt, kein Dachverband schreibt sie vor oder verlangt sie von seinen Mitgliedsverbindungen bzw. Einzelmitgliedern. Sie ist aber bei einer gewissen Zahl von pflichtschlagenden Verbindungen üblich. Bei den schlagenden Verbindungen bestimmt bis heute die Strenge der „Mensurauffassung“ (der „Mensurstandpunkt“) das fechterische Ansehen der Verbindung.

#### Waffenwechsel
Im 19. Jahrhundert durften bei Contrahagen und PP-Suiten zwischen Angehörigen zweier Universitäten mit unterschiedlichen studentischen Fechtwaffen – Stoßdegen, Korbschläger, Glockenschläger – in Einzelfällen die Waffen während der Mensur nach einer bestimmten Anzahl von Gängen gewechselt werden. Damit sollte jedem Fechter der Gebrauch der vertrauten heimatlichen Waffe ermöglicht werden. Solche als besonders fair geltenden „gemischten“ Mensuren gab es insbesondere zwischen Leipziger und Jenenser Studenten.

### Weimarer Republik

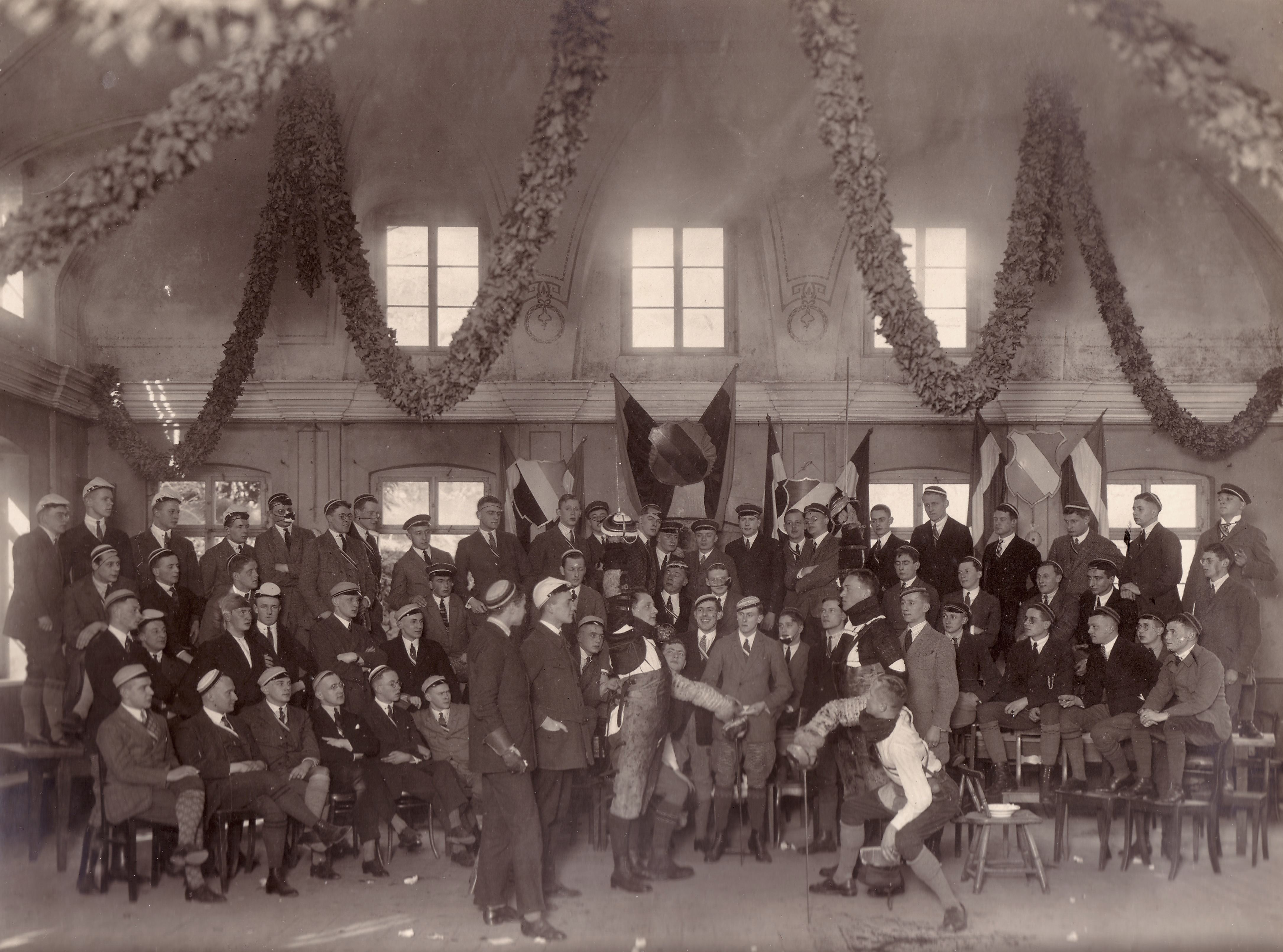
Mensur in Heidelberg in der Hirschgasse um 1925

Trotz der massiven Umwälzungen in Politik und Gesellschaft hat sich das studentische Fechten nach dem Ersten Weltkrieg praktisch nicht verändert. Die auf Aristokratie und Bürgertum ausgerichteten Studentenverbindungen orientierten sich an den Gebräuchen des Kaiserreichs und setzten ihre Aktivitäten in Mensur und Duell wie vor dem Kriege fort. Da die Studentenzahlen und damit die Zahl der Mitglieder von Studentenverbindungen stark zunahm, wurden auch insgesamt deutlich mehr Mensuren gefochten.
Eine gewisse Annäherung fand in der Weimarer Republik zwischen den schlagenden und den nichtschlagenden (meistens christlichen) Verbindungen statt. Da die nichtschlagenden Verbindungen keine Satisfaktion mit der Waffe geben wollten, wurde nach Lösungen gesucht, Ehrenstreitigkeiten zwischen Mitgliedern aller Verbände nach gemeinsam festgelegten Prinzipien für alle Seiten ehrenvoll beizulegen. Die Verhandlungen zogen sich mehrere Jahre hin, mit unterschiedlichen Zwischenlösungen. Endgültig wurde das Erlanger Verbände- und Ehrenabkommen im Jahre 1928 abgeschlossen. Durch diese Entwicklung wurde die Auffassung vom Studentenwesen als einem speziellen „Stand“, der mit der Waffe verteidigt werden müsse, aufgegeben. Das studentische Duell war praktisch hinfällig geworden.

### Zeit des Nationalsozialismus
Die Veränderungen in der Zeit des Nationalsozialismus, die die Studentenverbindungen betrafen, erleichterten zunächst das Fechten. Der NSDStB setzte sich für die Straffreiheit der studentischen Bestimmungsmensur ein. Das Reichsgericht sah in ständiger Rechtsprechung in der Mensur einen strafbaren „Zweikampf mit tödlichen Waffen“. Die Mensur wurde am 26. Mai 1933 durch die Änderung des § 210a StGB straffrei gestellt. Das von den Nationalsozialisten geforderte Engagement für NS-Schulungen und Wehrsport ließ zwar kaum Zeit für weitere private Aktivitäten, vom studentischen Fechten wurde aber nicht abgerückt.
Die Zwangsauflösung der Verbindungen zwischen 1934 und 1936 im Zuge der Gleichschaltungspolitik des NS-Regimes unterbrach die Tradition. Die nationalsozialistischen Kameradschaften übten zwar teilweise das Säbelfechten als eine Art von Wehrsport, fochten aber offiziell keine scharfen Mensuren. Die 1937 erlassene Ehrenordnung des deutschen Studententums des NSDStB sah die unbedingte Satisfaktion auf leichtem Säbel vor, allerdings musste ab 1938 jeder Zweikampf von Reichsstudentenführer Scheel genehmigt werden.
Als die NS-Behörden die Universitäten ab etwa 1941 wegen des Zweiten Weltkriegs etwas weniger beobachteten, versuchten sich einige Verbindungen heimlich innerhalb der offiziellen NS-Kameradschaften wieder zu gründen und fochten unter ständiger Gefahr der Strafverfolgung auch scharfe Mensuren. In Leipzig wurde das schlagende Corps Misnia IV neu gegründet. Die letzten Kriegsmonate beendeten auch diese Aktivitäten.

### Bundesrepublik Deutschland

#### Nachkriegszeit
Nach dem Ende des NS-Regimes erhielten die Universitäten neuen Zulauf, darunter viele Kriegsheimkehrer und Kriegsversehrte. Als sich um 1949 eine Chance abzeichnete, die traditionellen Studentenverbindungen wiederzubeleben, stellte sich die Frage, ob das auch für die Mensur gelten könne. Die sogenannten Heidelberger Beschlüsse stellten sowohl das Prinzip der Satisfaktion wie auch die Bestimmungsmensur öffentlich in Frage und knüpften damit an die gesellschaftlichen Auseinandersetzungen während der Zeit der Weimarer Republik wieder an.
Am 12. November 1951 besprach Bundesinnenminister Robert Lehr, ein Corpsmitglied, dieses Thema im Industrie-Club Düsseldorf mit den Rektoren der Universitäten Heidelberg, Marburg, Bonn, Würzburg und der Technischen Hochschule München sowie Vertretern des KSCV, CC, CV, KV, Wingolf und der DB. Dabei erklärte der Vertreter des CC für die mensurbeflissenen Verbände erstmals den Verzicht auf die unbedingte Satisfaktion, betonte zugleich aber das Festhalten an der Bestimmungsmensur. Am 8. April 1953 bestätigten Delegierte der mensurschlagenden Verbände KSCV, WSC, DB und CC diesen Verzicht auf die Austragung von Ehrenhändeln mit der Waffe gegenüber Bundespräsident Theodor Heuss. Der Erste Vorsitzende des Verbandes Alter Corpsstudenten (VAC), Justizrat Werner Ranz, erklärte ihm im Namen aller waffenstudentischen Verbände:

„Die Korporationsverbände haben in ihren Satzungen die unbedingte Satisfaktion mit der Waffe nicht. Sie sehen vielmehr die unbedingte Satisfaktion darin, dass jeder Korporationsangehörige, der für sein Tun und Unterlassen verantwortlich gemacht wird, sich einem Schiedsgericht unterwerfen muss und bei unehrenhaftem Verhalten mit Bestrafung und Ausschluss zu rechnen hat.“

Damit gehörte das studentische Duellwesen in Deutschland endgültig der Vergangenheit an.

#### Klärung der Rechtslage
Da der Alliierte Kontrollrat 1946 den § 210a StGB aufhob, wurden Bestimmungsmensuren wegen unklarer Rechtslage jahrelang heimlich gefochten. Die Polizei verfolgte sie, beschlagnahmte Fechtausrüstungen und nahm 1951 Göttinger Teilnehmer an einem auswärts veranstalteten Pauktag fest. Zur Koordination der Bemühungen um die rechtliche Absicherung der Bestimmungsmensur konstituierte sich am 1. April 1951 die Arbeitsgemeinschaft Andernach der mensurbeflissenen Verbände, die mehrere Rechtsgutachten zur strafrechtlichen Beurteilung der Mensur ausarbeiten ließ.
Beim folgenden Göttinger Mensurenprozess sprach die Große Strafkammer Göttingen die Betroffenen am 19. Dezember 1951 frei, da eine Mensur kein Duell mit tödlichen Waffen sei. Eine Körperverletzung mit Einwilligung beider Mensurkontrahenten sei weder strafbar (§ 226 a StGB a. F., jetzt § 228 StGB) noch sittenwidrig. Nach Revision der Staatsanwaltschaft bestätigte der Bundesgerichtshof das Urteil am 29. Januar 1953, hielt aber fest, Straffreiheit wegen Einwilligung sei nur dann gegeben, wenn die Mensur keine Ehrenhändel austrage und die einzuhaltenden Kampfregeln und verwendeten Schutzwaffen tödliche Verletzungen sicher ausschlössen. Andernfalls sei die vorherige Einwilligung in die bei der Mensur möglichen Verletzungen sittenwidrig und damit unwirksam. Diese Rechtsprechung entspricht der zu Sportarten wie dem Boxen.
Die Universität Göttingen bestrafte den Corpsstudenten Wilfried von Studnitz und sieben Mitglieder einer studentischen Landsmannschaft am 29. Januar 1952 wegen Mensurenschlagens mit Nichtanrechnung eines Semesters. Das Verwaltungsgericht Hannover hob die Entscheidung am 25. März 1954 wieder auf.
Weil sich der Weinheimer Corpsstudent Udo Janssen zum Mensurenschlagen bekannt hatte, wollte die Freie Universität Berlin ihm die Immatrikulation verweigern. Das Bundesverwaltungsgericht hob diese Entscheidung am 24. Oktober 1958 auf.
Nach Gründung der Bundeswehruniversitäten in München und Hamburg eskalierte ein Streit um das Mensurfechten der angehenden Offiziere während ihres Studiums. Mit Berufung auf die Pflicht des Soldaten zur Gesunderhaltung gemäß § 17 Abs. 4 Soldatengesetz erging seitens der Universitätsleitung ein Mensurverbot für Soldaten an den Bundeswehr-Universitäten.
Das Corps Irminsul, welchem sich bereits kurz nach der Gründung der heutigen Helmut-Schmidt-Universität/Universität der Bundeswehr Hamburg mehrere angehende Offiziere angeschlossen hatten, sah in diesem Verbot einen Widerspruch zum Verhältnismäßigkeitsprinzip eines Rechtsstaates. In dem darauffolgenden Rechtsstreit vor dem I. Wehrdienstsenat des Bundesverwaltungsgerichts (Az. I WB 59/74), für welchen die Irminsul den Wehrrechtler Erich Schwinge als Prozessbevollmächtigten gewinnen konnte, gelang es dem Corps Irminsul, das Mensurverbot für Studenten an den beiden Bundeswehr-Universitäten zu Fall zu bringen.

#### Entschärfung der Mensur
Aber auch die Bestimmungsmensur änderte sich. So wurden nach dem Zweiten Weltkrieg viel weniger Mensuren pro Person geschlagen. Heute gibt es die Einrichtung der „Pflichtpartien“, also eine Festlegung der Zahl der Mensuren, die der einzelne während seiner Aktivenzeit mindestens zu schlagen hat. Die Bandbreite reicht bei „pflichtschlagenden“ Verbindungen heute von einer bis fünf oder sechs Pflichtpartien. Das ist nur ein Bruchteil dessen, was ein Mitglied einer schlagenden Verbindung vor dem Zweiten Weltkrieg erbringen musste.
Einige Verbände entschieden sich für die Lösung, ihren Mitgliedsverbindungen das Fechten scharfer Partien freizustellen. Diese „fakultativ schlagenden“ Verbindungen unterhalten einen „Paukbetrieb“, das heißt, alle aktiven Mitglieder nehmen regelmäßig an den Übungsstunden teil. Scharfe Partien werden aber nur von Mitgliedern gefochten, die dies ausdrücklich wünschen. Fakultativ schlagende Verbände haben aber durchaus pflichtschlagende Einzelverbindungen unter ihren Mitgliedern.
Ähnlich aufgebaut sind die „freischlagenden“ Verbindungen, die keinen eigenen Fechtbetrieb unterhalten, auch als nicht schlagende Verbindung gelten, es aber jedem Mitglied freistellen, sich einzupauken und ggf. auf die Mensur zu gehen.

#### Verbesserte Schutzwaffen
Weitere Neuerungen betrafen die Schutzwaffen. Nach dem Zweiten Weltkrieg wurde das „Nasenblech“ eingeführt, eine gewölbte Metallschiene an der Paukbrille, die Verletzungen der Nase verhindert. Nur in Graz, Wien, der Schweiz und teilweise Leoben werden heute noch Mensuren ohne Nasenblech ausgetragen. Der Oberkörper wurde in der Nachkriegszeit durch das „Plastron“ geschützt, eine dick gepolsterte, hinten geschlossene Weste, die den Oberkörper vollends schützte und das Herzleder überflüssig machte. Der Paukschurz wurde mit dem Plastron fest verbunden. Die letzte Neuerung bei den Schutzwaffen entstand Mitte der 1980er Jahre, als einige junge Corpsstudenten in Zusammenarbeit mit Textilingenieuren die antike Idee des Kettenhemdes wieder aufgriffen und einen Oberkörperschutz entwickelten, der dem Fechtarm mehr Bewegungsfreiheit gestattete. Dadurch verbesserten sich die Möglichkeiten der Deckung erheblich.
In einigen Universitätsstädten kam es zu einer Änderung der Regularien bezüglich der Trefferfläche. So entstand der „Hochcomment“, bei dem es untersagt ist, unterhalb der Augen zu treffen. Entstellende Schmisse im Gesicht sollen so vermieden werden. Das führte in einigen Universitätsstädten – vor allem an Technischen Universitäten in Norddeutschland – zur Einführung des Wangenleders, das die untere Gesichtshälfte schützt.

#### Studentenbewegung
Die letzte große Krise um das studentische Fechten mit scharfen Waffen entstand im Zuge der 68er-Bewegung. Die Auswirkungen zeigten sich nicht sofort; aber als in den folgenden Jahren Abiturienten auf die Universitäten kamen, die durch die Ideen der Erneuerung geprägt waren, hatten die traditionellen Studentenverbindungen einen schweren Stand bei der Nachwuchswerbung.
Einige der pflichtschlagenden Verbindungen versuchten in ihren Verbänden Reformen gegen das Fechten durchzusetzen, um sich so den „modernen Zeiten“ anzupassen. So entstanden gerade in den pflichtschlagenden Verbänden Spannungen, die sich vor allem im Jahr 1971 entluden:
- In diesem Jahr schaffte die Deutsche Burschenschaft (DB), der größte Verband von Burschenschaften, mit dem Historischen Kompromiss die Pflichtmensur als Verbandsprinzip ab, das heißt, die Mitgliedsverbindungen waren nicht mehr verpflichtet, von ihren Einzelmitgliedern die Mensur zu verlangen.[56] Im Jahr 2024 führte die DB erneut die Pflichtmensur ein.[57]

- Im Zusammenhang mit der Aufgabe der Pflichtmensur durch das Corps Palatia Bonn und deren Ausschluss aus dem pflichtschlagenden Kösener Senioren-Convents-Verband (KSCV), dem größten Verband studentischer Corps, war es bereits 1958 zu einer ersten Kontroverse über die Bestimmungsmensur gekommen.[58] Im Jahr 1971 traten vier weitere Corps (Corps Bremensia Göttingen, Corps Vandalia-Guestphalia Heidelberg, Corps Rhenania Straßburg zu Marburg, Corps Suevia Tübingen) nach längeren Verhandlungen aus ihren jeweiligen SC und dem Verband aus, weil sie das Fechten vollkommen abschaffen wollten. Eine größere Gruppe sympathisierender Corps folgte diesem Schritt jedoch nicht.

- 19 Verbindungen traten 1971 aus dem Coburger Convent (CC) aus mit dem Ziel, das Fechten für sich aufzugeben. 13 dieser Verbindungen gründeten, auch in Anlehnung an den VC, den im CC aufgegangenen Dachverband der farbentragenden Turnerschaften, im Zuge dieser Maßnahme am 6. November 1971 den fakultativschlagenden Marburger Konvent, der heute aus sechs Turnerschaften besteht.[59] Die Gegenbewegung der Verbindungen des CC, die sich ausdrücklich zur Pflichtmensur bekannten, hieß Würzburger Kreis. Er trat unter der Federführung der Landsmannschaft Teutonia Würzburg ausdrücklich den Absichten des Marburger Kreises entgegen und bestand auf den Satzungsbestimmungen des CC. Nach vorbereitenden Sitzungen der zunächst zehn, später 39 Bünde des Würzburger Kreises folgten auf dem Pfingstkongress 1971 in Coburg 79,9 % der stimmberechtigten CC-Bünde dem durch ihn initiierten Antrag des Verfassungsamtes des CC, das Mensurfechten als Voraussetzung einer Mitgliedschaft im CC beizubehalten. Damit blieb der CC mit überwältigender Mehrheit ein waffenstudentischer Verband[60] mit heute (2021) 94 Mitgliedsverbindungen.

- Nach Auseinandersetzungen über die Anzahl der Pflichtmensuren hatte bereits zuvor im Jahr 1965 das Corps Bavaria Karlsruhe, eines der Gründungscorps, seinen Austritt aus dem Weinheimer Senioren-Convent (WSC) bekannt gegeben. Es hatte auf seiner Anzahl von nur zwei Pflichtpartien bestanden und war dafür in dritter Instanz vom WSC-Schiedsgericht zu zwei Semestern renoncieren verurteilt worden.

Während in den 1970er Jahren die Zeiten für schlagende Verbindungen schlecht blieben, änderte sich das zu Beginn der 1980er Jahre, und die Zahl der pflichtschlagenden Verbindungen stieg wieder an.

### DDR
Als sich zu Beginn der 1980er Jahre in der DDR neue Studentenverbindungen gründeten, war einigen die Pflege des studentischen Liedgutes, der Traditionen beim Feiern und Trinken sowie das Tragen von Couleur nicht genug. Sie wollten auch das studentische Fechten erlernen. So nahmen im Frühjahr 1989 die Verbindungen „Kröllwitzer Seniorenconvent Halle“ und „Saxonia Leipzig“ mit einem Kölner Fechtmeister Kontakt auf und baten um Hilfe.
Fechtmeister Henner Huhle fuhr im Juli 1989 nach Halle, wo er von einer Gruppe Studenten in Couleur empfangen wurde, die er im studentischen Fechten unterweisen sollte. Hierzu hatte er Klingen im Auto über die Grenze geschmuggelt sowie Körbe, Paukhelme und Stulpen mit der Post voraus geschickt. Vor Ort befand sich aber bereits „Paukzeug“, das mit den Mitteln der DDR nach der Vorlage alter Bilder zusammengebaut worden war. Klingen waren aus flachgeschliffenen Moniereisen gefertigt, Stulpen aus Motorradhandschuhen, Masken aus Sicherheitshelmen mit grobem Maschendraht und so weiter.
Eine Gruppe Aktiver aus den beiden Verbindungen in Halle und Leipzig wollte das Fechten einführen und den Paukbetrieb in geregelte Bahnen lenken. Fechtmeister Huhle schlug ihnen vor, eine Fechtgemeinschaft nach dem Vorbild von Turnvater Jahn zu gründen, der in der DDR als historisches Erbe akzeptiert wurde. Unter Weiterführung der beiden nichtschlagenden „Mutterverbindungen“ gründeten sie am 23. Juli 1989 die „Akademische Fechtgemeinschaft Halle/Leipzig“ (AFG) als eigenständiges Fechtkränzchen mit besonderem Zirkel in Gestalt eines stilisierten Glockenschlägers. Nach dem Fall der „Berliner Mauer“ paukten ihre Aktiven bei der Landsmannschaft Preußen Berlin (Coburger Convent der Landsmannschaften und Turnerschaften) und nahmen auch Kontakt zu dem Kösener Corps Lusatia Leipzig (damals in Berlin) auf. Vertreter dieser beiden Verbindungen und des Weinheimer Corps Borussia Clausthal besuchten den von der AFG einberufenen „Mitteldeutschen Waffenstudententag“ in Nordhausen am 12./13. Mai 1990. Hier konstituierte sich die AFG zur pflichtschlagenden Vollkorporation. Am fechterischen Training, zu dem die Lausitzer aus Berlin ihr Paukzeug mitgebracht hatten, beteiligten sich auch Aktive der vor der Wende in Tharandt gegründeten Forstakademischen Verbindung Silvania und der neu aufgemachten Burschenschaft Plessavia Leipzig.
Am 22. September 1990 fand der erste und letzte Pauktag der DDR im Gasthof „Burgblick“ zu Saaleck bei Bad Kösen statt. Die zwischenzeitlich in „Akademische Landsmannschaft Sachsen zu Leipzig“ umbenannte AFG focht unter dem Waffenschutz der Landsmannschaft Preußen Berlin fünf Mensuren. Die Landsmannschaften Brandenburg und Thuringia Berlin stellten je zwei, die unter dem Waffenschutz der Burschenschaft Gothia Berlin angetretene DDR-Verbindung „D. St. V. Markomannia zu Greifswald“ einen Gegenpaukanten. Der erste Mensurfechter der DDR, Olaf-Martin Oels, hat weitere Einzelheiten beschrieben.

## Einfluss auf die moderne Umgangssprache
Im 19. Jahrhundert sind einige Fachbegriffe des studentischen Fechtens als bildliche Ausdrücke in die deutsche Alltagssprache eingedrungen, darunter:
- etwas „auf Anhieb“ verstehen oder können: Der „Anhieb“ ist beim Mensurfechten der erste Hieb eines Ganges nach dem Kommando „Los“ der Sekundanten.
- jemandem „eine Abfuhr erteilen“: Beim Mensurfechten wird derjenige, der eine so große Verletzung davongetragen hat, dass der Paukarzt die Partie beenden lässt, von den Vertretern seiner Verbindung „abgeführt“. Die Mensur wird damit einseitig für beendet erklärt. Der Gegenpaukant hat dem Abgeführten dann eine „Abfuhr erteilt“.[64]
- „einen Anschiss kassieren“: 1800 bis 1850 war ein „Anschiss“ eine Wunde, die mindestens einen Zoll lang war, klaffte und aus der mindestens ein Tropfen Blut floss. Wer einen „Anschiss kassiert“ hatte, wurde abgeführt.
- „Pauken“ („intensiv lernen“): Mit „Pauken“ bezeichnet man bei schlagenden Verbindungen das Einüben des studentischen Fechtens zur Vorbereitung auf die Mensur, in der Regel im Rahmen der „Paukstunde“. Früher bezeichnete man damit auch das Fechten mit scharfen Waffen nach Einführung des Hiebfechtens und nach Abschaffung des Stoßfechtens. Später wurde der Begriff auf das Üben eingeengt und danach auf Lernen allgemein erweitert.
- „Terz machen“ („Ärger verursachen“): Die Terz ist einer der Standardhiebe, die in vielen Comments als sicherer und gefährlicher Hieb angesehen wird und entsprechend begrenzt ist (zum Beispiel nicht mehr als zwei aufeinander folgend). Überschreiten dieser Begrenzungen oder an manchen Orten bereits das einfache Schlagen von Terzen stieß daher oft auf Unbehagen.

## Rezeption in den Medien

### Film und Serie
Die Mensur kommt in zahlreichen deutschen Filmen und Serien vor, insbesondere in:
- Der Student von Prag, 1913

- Der Untertan, 1951
- Tatort: Satisfaktion, 678. Folge, 2007
- Germania, 2018

und seltener in Filmen und Serien außerhalb Deutschlands, wie
- Leben und Sterben des Colonel Blimp, 1943
- Mondo Di Notte – Welt ohne Scham, 1963
- Trauma in Freud, 2. Folge, 2020